# Sankt Augustin
Sankt Augustin (auch St. Augustin) ist eine Stadt im Rhein-Sieg-Kreis, Nordrhein-Westfalen, Deutschland. Sie entstand bei der nordrhein-westfälischen Gebietsreform 1969 durch die Auflösung des Amtes Menden und liegt im Verdichtungsraum Bonn. Namensgeber ist der Schutzpatron der ansässigen Steyler Missionare, der heilige Augustinus (354–430). Sankt Augustin gehört zur Wirtschaftsregion Bonn/Rhein-Sieg sowie zur Wissenschaftsregion Bonn und ist mit über 55.000 Einwohnern die zweitgrößte Stadt im Rhein-Sieg-Kreis.

## Geographie

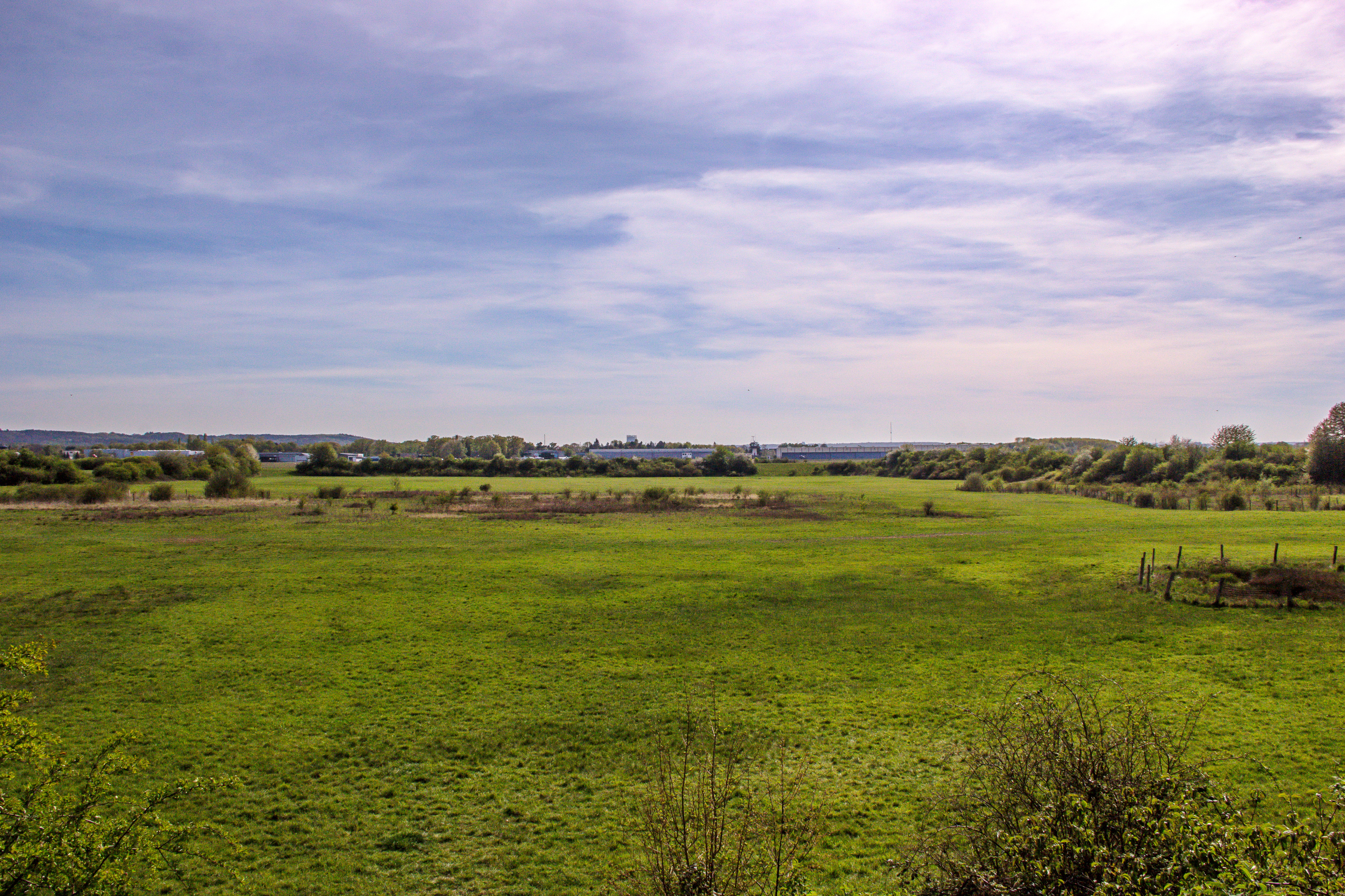
Hangelarer Heide

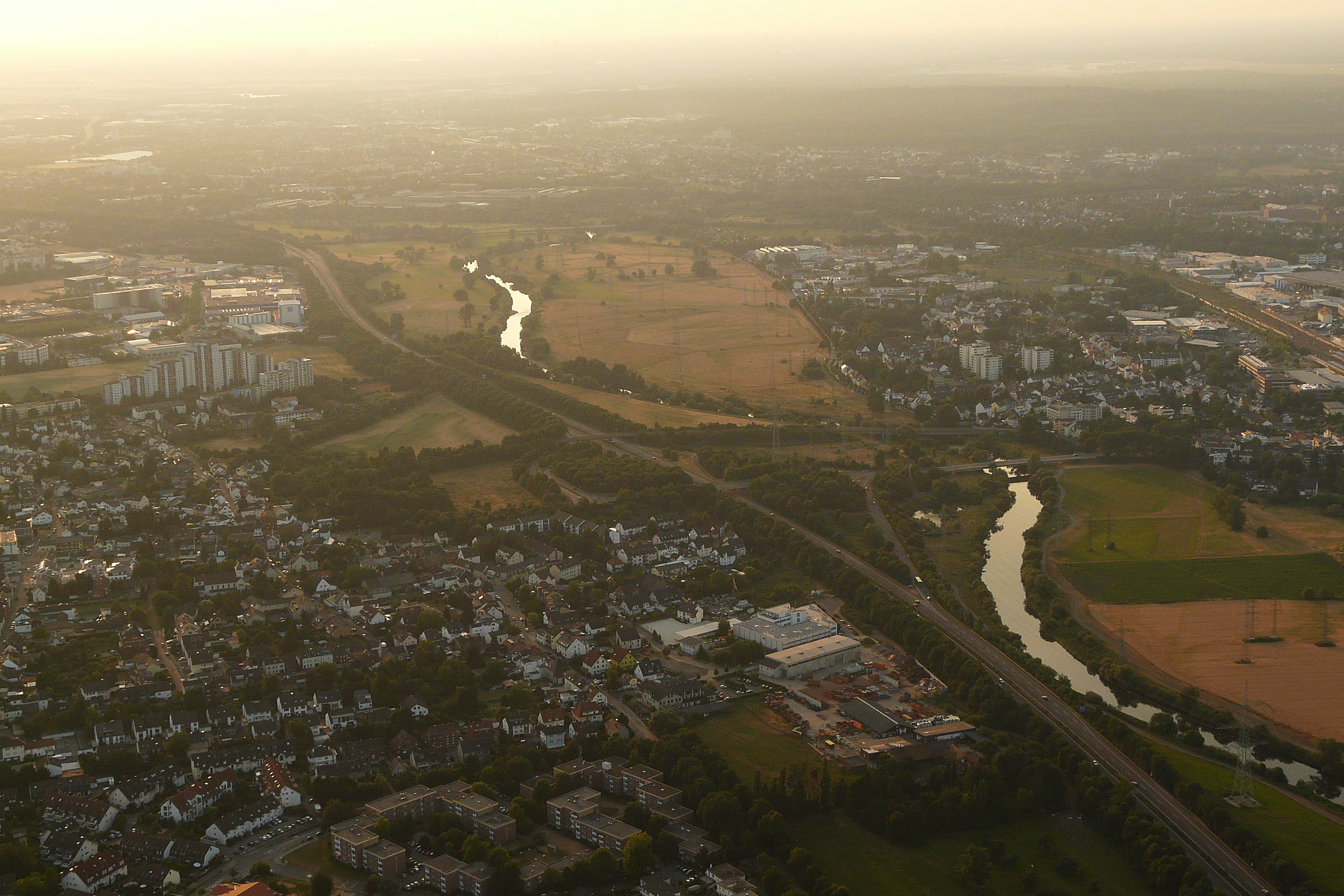
Sieg und A560 in Sankt Augustin

Sankt Augustin liegt im Südosten der Kölner Bucht, genauer in der Siegniederung (bzw. auf der angrenzenden Mittelterrasse), einem weitgehend ebenen Bereich zwischen der Siegmündung in den Rhein und den Ausläufern des Bergischen Landes im Norden sowie im Süden dem Pleiser Hügelland, an dem die Stadt einen Anteil hat. Im Westen grenzt sie ohne geographische Trennung an den Bonner Stadtbezirk Beuel an, im Norden bildet der Unterlauf der Sieg eine natürliche Grenze zu Troisdorf und Siegburg, und der Beginn des Hügellandes markiert grob die Grenzen zu Hennef im Osten, Königswinter im Südosten und Bonn im Südwesten. Seinen höchsten Punkt erreicht das Stadtgebiet mit gut 151 m ü. NHN im Birlinghovener Wald nahe Schloss Birlinghoven, seinen niedrigsten mit gut 48 m ü. NHN am Siegufer beim Ortsteil Meindorf.
Die Ortsteile Hangelar, Sankt Augustin-Ort, Niederpleis und Mülldorf liegen entlang der Verbindungslinie Bonn–Siegburg. Sie bilden den bis auf kleinere Freiflächen durchgängig bebauten Hauptteil der Stadt. Menden und Meindorf im Norden, Buisdorf im Osten und Birlinghoven im Süden sind durch größere Wiesen, Felder und im Falle Birlinghovens durch einen Wald abgesetzt. In Niederpleis erhält die Sieg ihren letzten linken Zufluss, den Pleisbach.

### Stadtgliederung
Sankt Augustin besteht aus acht Stadtbezirken, die nach der nordrhein-westfälischen Gemeindeordnung über eigene Ortsvorsteher verfügen.
| Stadtbezirk                    | Einwohner (1) | Fläche in km² |
| ------------------------------ | ------------- | ------------- |
| Birlinghoven                   | 01.952        | 3,2           |
| Buisdorf                       | 03.275        | 3,5           |
| Hangelar (mit Niederberg)      | 09.195        | 6,7           |
| Meindorf                       | 02.929        | 2,1           |
| Menden                         | 10.229        | 7,2           |
| Mülldorf                       | 09.386        | 2,1           |
| Niederpleis (mit Schmerbroich) | 12.315        | 6,9           |
| Sankt Augustin-Ort             | 06.556        | 2,6           |

- Größte Nord-Süd-Ausdehnung: (Menden – Birlinghoven) ca. 6,8 km
- Größte Ost-West-Ausdehnung: (Meindorf – Buisdorf) ca. 8,5 km
- Länge der Stadtgrenze: 30,86 km.[4]

### Geologie
Der Untergrund besteht im Großteil des Stadtgebietes aus geologisch jungen (erst im Quartär entstandenen) Kies- und Sandablagerungen. Die Oberfläche bildet eine 0,5 bis 2 m dicke Hochflutlehmschicht, die in der Nähe der Flüsse und Bäche abgewaschen ist, die Aueböden sind somit nährstoffärmer. In den höheren Lagen im Südosten dominieren Sande, Tone und Tuffe mit einer bis zu 15 m dicken, für die Landwirtschaft sehr gut geeigneten Lößdecke.

## Bevölkerungsentwicklung
| Jahr          | 1871  | 1939   | 1955   | 1969   | 1977   | 2000   | 2010   | 2018   |
| Einwohnerzahl | 4.500 | 10.000 | 17.000 | 33.000 | 47.000 | 56.800 | 57.100 | 59.450 |

(Die Zahlen ab 1969 bezieht sich auf die kommunale Neugliederung und die Zahlen ab 2000 inkl. Nebenwohnsitz)

## Geschichte

### Mittelalter
In der Zeit vom 6. bis zum 9. Jahrhundert wurden die Herrschaftsgebiete der Franken in Gaue (Verwaltungsbezirke) eingeteilt. Das heutige Sankt Augustiner Stadtgebiet zählte zum Auelgau, der 722/723 zum ersten Mal urkundlich erwähnt wird. Der Sitz des Comes/Grafen war die Burg auf dem Michaelsberg in Siegburg.
In der Mitte des 11. Jahrhunderts kam es zu einem Machtkampf zwischen Pfalzgraf Heinrich und Erzbischof Anno II. von Köln. Als Anno den Pfalzgrafen besiegte, gründete er auf dem Michaelsberg ein Benediktinerkloster, die heutige Abtei Michaelsberg.
Das heutige Stadtgebiet war im Mittelalter ein ständiger Zankapfel zwischen den jeweils herrschenden Fürsten.
Die Streitigkeiten zwischen dem Grafen von Sayn (Westerwald) und dem Grafen von Berg (Stammsitz bei Altenberg, später Burg an der Wupper) führten dazu, dass 1363 nach ursprünglicher Verpfändung die Herrschaft Blankenberg durch Nichteinlösung an den Grafen Wilhelm II. von Berg fiel.
Ende des 15. Jahrhunderts gehörte annähernd der gesamte heutige rechtsrheinische Rhein-Sieg-Kreis zum Herzogtum Berg. Dieses Herzogtum war verwaltungsmäßig in Ämter und diese in Honnschaften aufgeteilt.
Die Honnschaften Buisdorf, Mülldorf und Niederpleis waren dem Kirchspiel Niederpleis zugehörig, Meindorf, Obermenden und Niedermenden dem Kirchspiel Menden, Holzlar und Hangelar dem Kirchspiel Vilich und die Honnschaft Birlinghoven dem Kirchspiel Stieldorf. Sie alle zählten zum Amt Blankenberg.

### 19. Jahrhundert

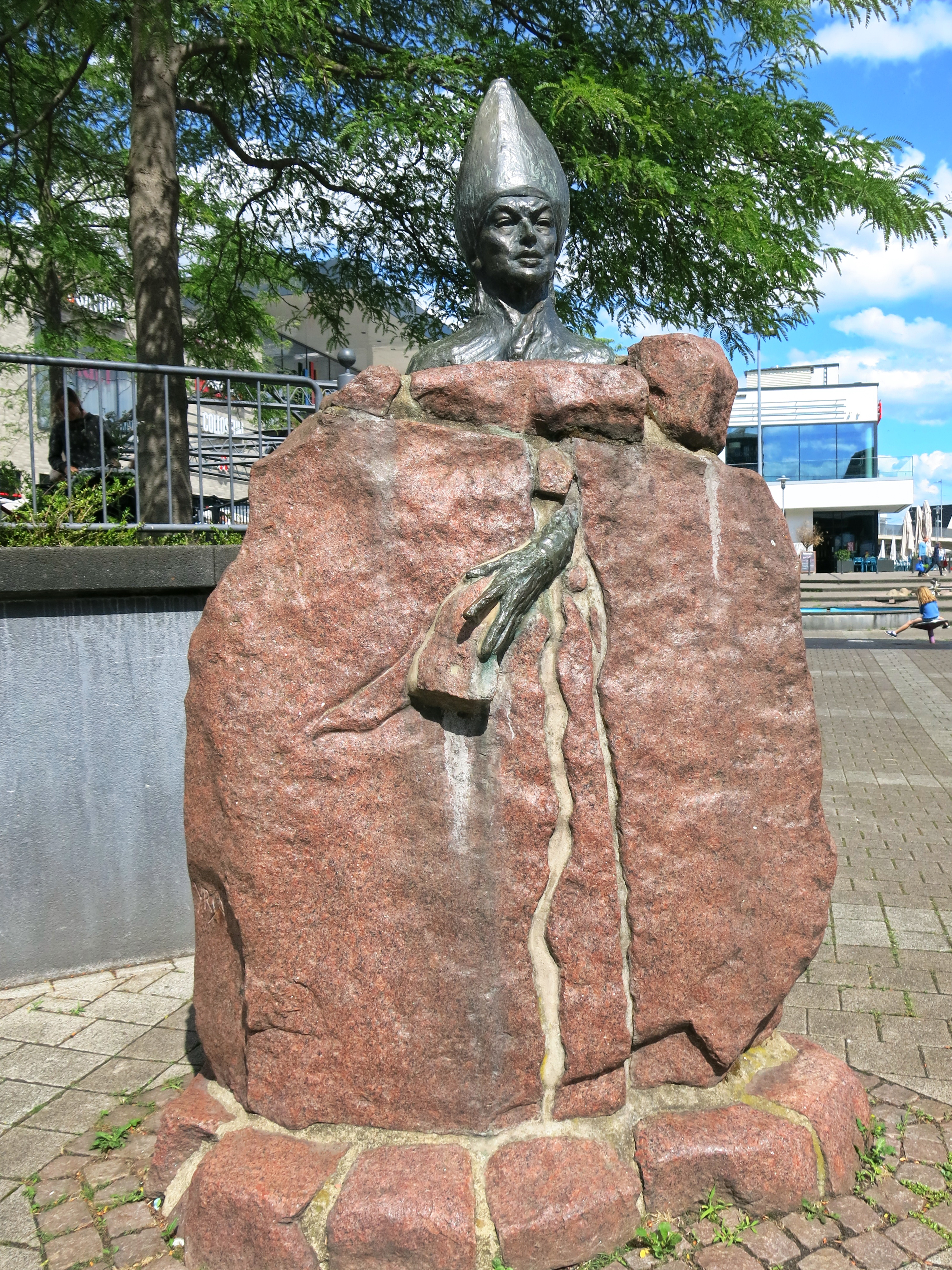
Statue des Hl. Augustinus auf dem Karl-Gatzweiler-Platz (Marktplatte) im Zentrum, geschaffen von Yrsa von Leistner

Im Rahmen der Bildung des Rheinbundes kam das Herzogtum Berg 1806 unter französische Herrschaft. 1808 erfolgte eine einschneidende territoriale Neuordnung durch Napoleon. Die sogenannte Munizipalverwaltung wurde eingeführt. An der Spitze stand nunmehr ein Maire, ein Bürgermeister, der die kommunalen Geschäfte leitete. Nach dem Rückzug der französischen Truppen 1813 existierte für zwei Jahre lang eine provisorische Führung.
Im Jahre 1815 wurde das heutige Stadtgebiet vom Wiener Kongress dem Königreich Preußen zugesprochen. Es zählte innerhalb der Rheinlande zur Provinz Jülich-Kleve-Berg und zum Kreis Siegburg (Zusammenlegung mit dem Kreis Uckerath 1825 zum Siegkreis) und nannte sich nunmehr Bürgermeisterei Menden (ab 1927 Amt Menden (Rheinland)).

### 20. Jahrhundert

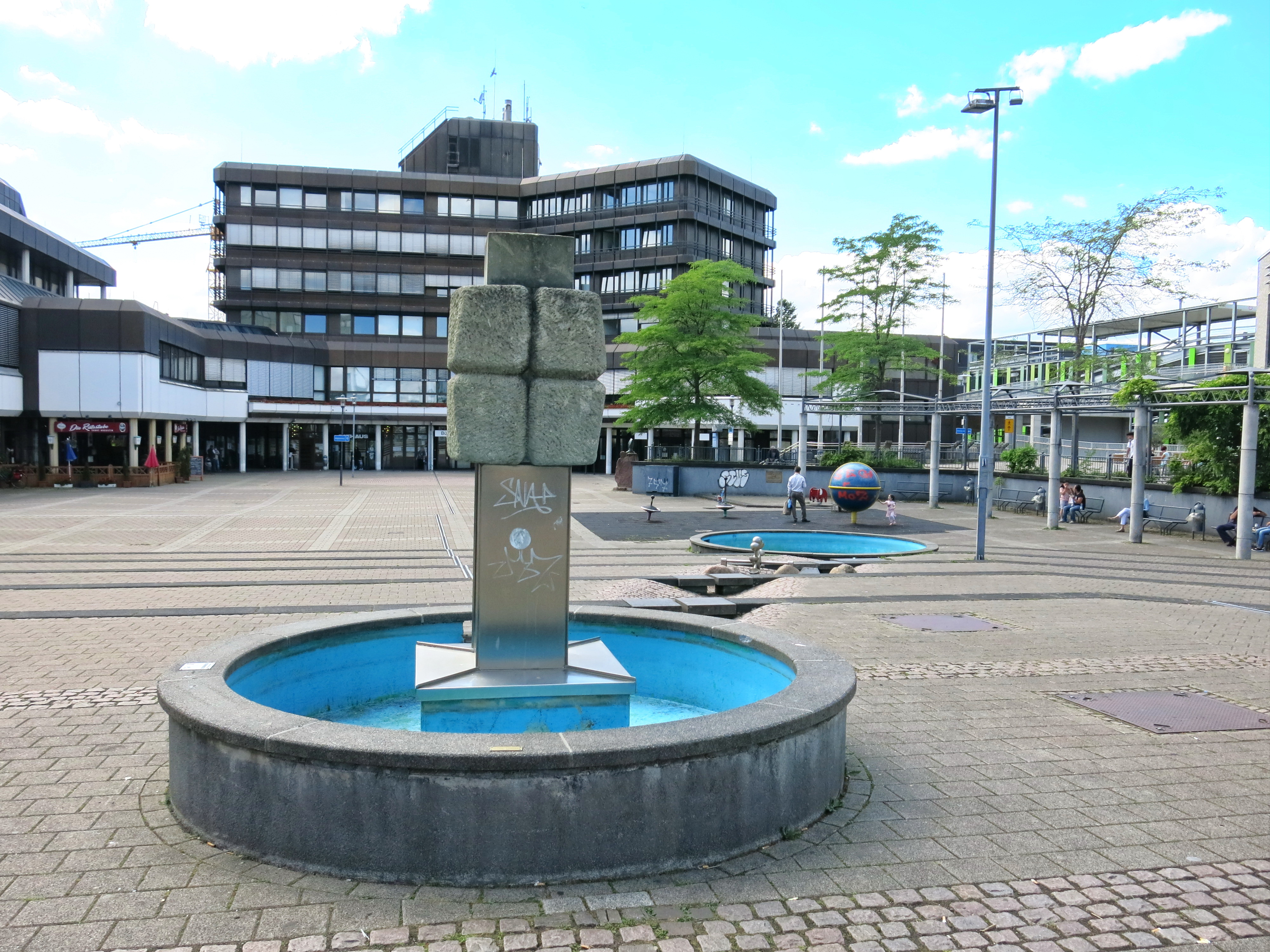
Stadtstele auf dem Karl-Gatzweiler-Platz, Teil des Skulpturenweges

Das 20. Jahrhundert hat für das heutige Sankt Augustiner Stadtgebiet mehrere kommunale Gebietsänderungen aufzuweisen.
Am 1. Juli 1906 wechselte der Ort Zange von der Gemeinde Mülldorf zur Stadt Siegburg. 1927 wird der Ortsteil Deichhaus, der bis dahin zur Gemeinde Buisdorf gehörte, auch der Stadt Siegburg übergeben. Beide Gemeinden erhalten von der Stadt Siegburg finanzielle Entschädigungen für den Gebietsverlust.
1935 werden die Gemeinden Ober- und Niedermenden zu Menden (Rheinland) zusammengelegt.
Folgende Gemeinden zählten nun zum Amt Menden: Buisdorf, Hangelar, Meindorf, Menden, Mülldorf, Niederpleis und Holzlar. Friedrich-Wilhelms-Hütte, das zur Gemeinde Menden gehörte, fiel bei der letzten kommunalen Neugliederung 1969 an Troisdorf und Holzlar an Bonn. Birlinghoven gehörte bis 1969 zur Gemeinde Stieldorf.

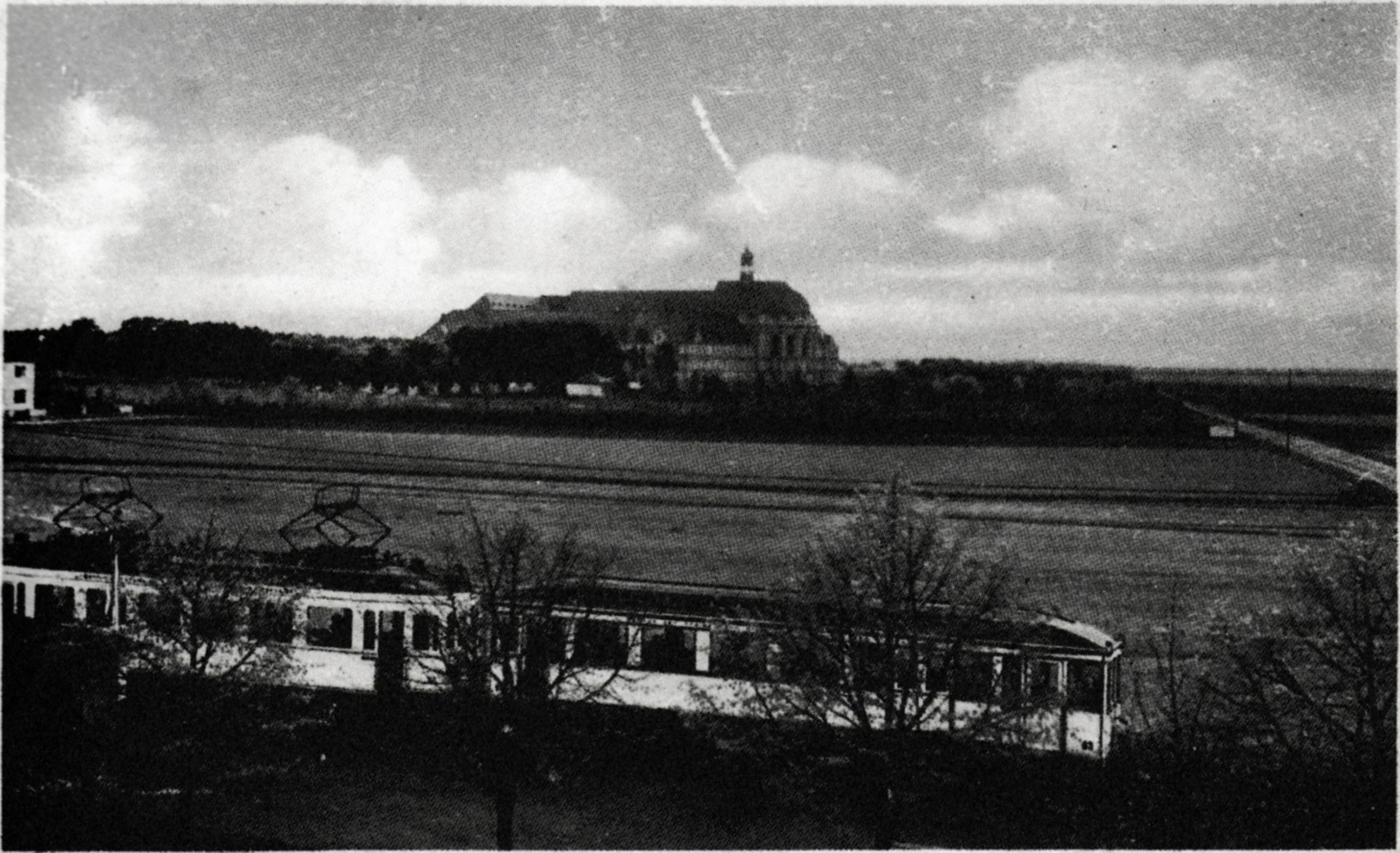
Damalige Kleinbahn auf der Strecke Siegburg-Bonn, im Hintergrund das Kloster der Steyler Missionare (ca. 1920)

Am 17. Juli 1909 unternahm Fritz Pullig den ersten erfolgreichen Flugversuch in der Hangelarer Heide, wo in den folgenden Jahren der Flugplatz Bonn/Hangelar entstand. Die Siegburger Bahn der Bonner Stadtbahn wurde 1911 in Betrieb genommen. Bereits seit 1871 führte die Rechte Rheinstrecke durch Menden sowie die Hangelarer Heide, der Bahnhof Menden öffnete jedoch erst am 1. November 1912.
Das Missionshaus St. Augustin der Steyler Missionare wurde 1913 errichtet, 1925 entstand dort die Philosophisch-Theologische Hochschule des Ordens.
Im Zweiten Weltkrieg wurde das heutige Stadtgebiet von Sankt Augustin durch Fliegerbomben und später durch Artillerie schwer in Mitleidenschaft gezogen. Ein beträchtlicher Teil der Zerstörung entstand in den letzten Kriegswochen durch deutsche Artillerie, als die Sieg südliche Frontlinie des Ruhrkessels war. Von 1949 bis zum Inkrafttreten des Deutschlandvertrags 1955 gehörten große Teile des heutigen Stadtgebietes zur Enklave Bonn, die unter gemeinsamer Verwaltung der Alliierten Hohen Kommission stand um den Aufbau von Bonn als provisorischer Hauptstadt zu gewährleisten. 1951 siedelte sich am Hangelarer Flugplatz der Bundesgrenzschutz (heute Bundespolizei) an, seit deren Bestehen 1972 ist dort auch die Antiterror-Einheit GSG9 beheimatet.
In den 30er und 50er Jahren gab es bereits erfolglose Versuche, die Gemeinden des Amtes Menden zu einer Gemeinde zusammenzulegen. Im Zuge der Gebietsreform 1969 (Bonn-Gesetz) wurde diskutiert, das Gebiet des Amtes Menden auf die Städte Bonn, Siegburg und Troisdorf aufzuteilen. Man bevorzugte jedoch die Neugründung der Gemeinde Sankt Augustin am 1. August 1969 aus den bisher selbständigen Gemeinden Buisdorf, Hangelar, Meindorf, Menden (Rheinland) und Siegburg-Mülldorf. Gebietsteile von Beuel (Landkreis Bonn), Holzlar und Stieldorf kamen hinzu.
In den 1970er Jahren wurde auf dem Gebiet des Stadtteils Sankt Augustin-Ort ein Stadtzentrum mit Rathaus, Karl-Gatzweiler-Platz, Einkaufszentrum und zahlreichen weiteren Büro- und Gewerbegebäuden gebaut. In den 80er Jahren wurde dem Stadtzentrum noch ein Hotel und ein Ärztehaus hinzugefügt. Außerhalb des Karl-Gatzweiler-Platzes befinden sich noch das Technische Rathaus (ehemaliges Postgebäude), das Finanzamt Sankt Augustin, das Rhein-Sieg-Gymnasium mit Aula, die Kinderklinik und ein Seniorenheim.
In den 70er Jahren wurde das Schulzentrum Niederpleis gebaut, mit einer Sechsfachsporthalle, einem Hallenbad, einer Haupt- und Realschule sowie dem Albert-Einstein-Gymnasium.
Am 6. September 1977 erhielt die Gemeinde Sankt Augustin die Stadtrechte.
Mitte der 80er Jahre entstand die Autobahn A 560 entlang des alten Siegdammes. Sie verbindet seit 1988 die A 3 mit der A 59.
Als weiteres großes Bauprojekt wurde die Zweigstelle der 1995 gegründeten Hochschule Bonn-Rhein-Sieg in Betrieb genommen. Das Hauptgebäude wurde 1999 eröffnet, ein Erweiterungsbau 2005.

### 21. Jahrhundert
Am 11. Mai 2009 kam es am Albert-Einstein-Gymnasium zu einem versuchten Amoklauf. Eine 16-jährige Schülerin plante, mithilfe selbstgebauter Molotowcocktails die Schule in Brand zu setzen. Sie wurde bei Vorbereitungen auf der Schultoilette von einer Mitschülerin gestört. Die Täterin griff diese an, trennte ihr einen Daumen ab und floh zunächst, stellte sich jedoch noch am selben Tag der Polizei.
Ab 2011 liefen die Haupt- und Realschule in Menden sukzessive aus und wurden durch eine neue Gesamtschule ersetzt (seit 2017 Fritz-Bauer-Gesamtschule). In den 2010er Jahren fanden umfangreiche Umbaumaßnahmen im Sankt Augustiner Zentrum statt. Als größtes Projekt wurde die Huma Shoppingwelt von 2013 bis 2017 in zwei Schritten neu gebaut. Weitere Maßnahmen betrafen die Stadtbahnhaltestelle Sankt Augustin Zentrum (ehemals Markt), bei der auch eine neue Fußgängerbrücke errichtet wurde. Eine Unterführung, die sogenannte Ost-West-Spange, ermöglicht seit 2017 erstmals eine schrankenfreie Querung der Stadtbahnlinie 66. Der Karl-Gatzweiler-Platz vor dem Rathaus wurde von 2021 bis 2023 neu gestaltet und barrierefrei umgebaut. Außerdem entstanden zusätzliche Gewerbe- und Bürogebäude, zwei Seniorenheime sowie Parkflächen rund um das Zentrum. 2017 wurde zudem ein weiterer Bauabschnitt der Hochschule Bonn-Rhein-Sieg fertig gestellt. Pläne für einen weiteren Neubau bis 2030 genehmigte das Land NRW im Jahr 2023.
Im Ortskern von Niederpleis gab es am 18. Juni 2023 einen Großbrand in einem Motorradgeschäft mit angeschlossener Werkstatt. Ein Atemschutztrupp der Freiwilligen Feuerwehr ging zur Personensuche in das brennende Haus vor. Im Laufe des Einsatzes brach der Kontakt zu dem Mann und der Frau, beide waren erfahrene Feuerwehrleute der Niederpleiser Löschgruppe, ab. Am Nachmittag gab der Bürgermeister der Stadt bekannt, dass beide Atemschutzgeräteträger in dem Gebäude vermisst werden. Die Leichen konnten erst nach mehr als zwölf Stunden aus den Ruinen des Hauses geborgen werden. Die Polizei und die Unfallkasse NRW haben nach dem Brand die Ermittlungen aufgenommen, eine Brandursache konnte jedoch nicht festgestellt werden.

## Politik

### Stadtrat

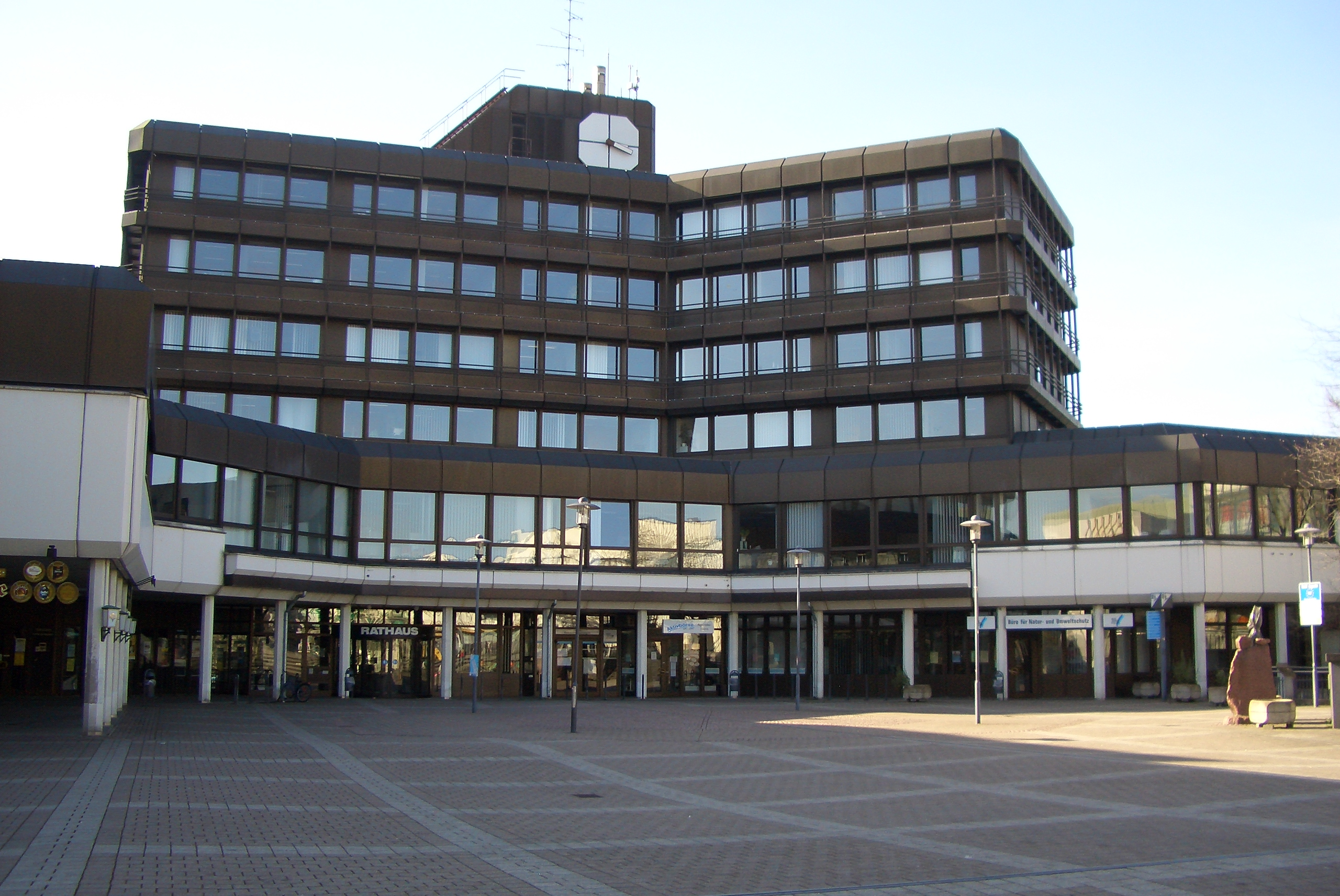
Das Sankt Augustiner Rathaus

Der Stadtrat ist die kommunale Volksvertretung der Stadt Sankt Augustin. Über die Zusammensetzung entscheiden die Bürger alle fünf Jahre. Die letzte Wahl fand am 13. September 2020 statt.

### Stadtdirektoren
- 1969–1977: Ulrich Syttkus (SPD)
- 1977–1996: Walter Quasten (CDU)

### Bürgermeister
Von März bis Mai 1995 war die Stadt ohne Rat und Bürgermeister, da bei der Kommunalwahl am 16. Oktober 1994 Unregelmäßigkeiten in mehr als der Hälfte der Wahlbezirke festgestellt worden waren und der Stadtrat die Wahl daher am 1. Februar 1995 für ungültig erklärt hatte. Bis zur Neuwahl am 14. Mai führte der vom Innenministerium berufene SPD-Landtagsabgeordnete Hans Jaax aus Troisdorf die Stadt kommissarisch.
1996 wurde in Sankt Augustin die Doppelspitze abgeschafft. Anke Riefers (vorher ehrenamtliche Bürgermeisterin) wurde vom Rat der Stadt zur ersten hauptamtlichen Bürgermeisterin gewählt und damit Nachfolgerin von Stadtdirektor Quasten als Verwaltungschef.
Am 13. September 2020 wurde Max Peter Leitterstorf (CDU) mit 53,47 % als Nachfolger von Klaus Schumacher zum neuen Bürgermeister gewählt.
1. 1969–1989: Karl Gatzweiler (CDU) (Erster Ehrenamtlicher Bürgermeister der Stadt Sankt Augustin)
2. 1989–1994: Wilfried Wessel (CDU) (Letzter Ehrenamtlicher Bürgermeister der Stadt Sankt Augustin)
3. 1994–1995: Anke Riefers (SPD)
4. 1995:      Hans Jaax (SPD) (kommissarisch)
5. 1995–1999: Anke Riefers (SPD)
6. 1999–2020: Klaus Schumacher (CDU)
7. seit 2020: Max Leitterstorf (CDU)

### Wappen
| Wappen von Sankt Augustin | Blasonierung: „Das Stadtwappen zeigt im Schildhaupt in Silber (Weiß) einen schreitenden, doppeltgeschwänzten, blau bewehrten, blau bezungten und blau gekrönten roten Löwen; darunter ein von blau nach silber (weiß) 16-fach geschachtes Feld.“ |
| Wappen von Sankt Augustin | Wappenbegründung: Durch kommunale Neugliederung (Bonn-Gesetz vom 10. Juni 1969) wurden die Gemeinden Buisdorf, Hangelar, Meindorf, Menden (Rheinland), Niederpleis, Siegburg-Mülldorf sowie die Ortschaft Birlinghoven zur Gemeinde Sankt Augustin zusammengeschlossen. Die neu entstandene Gemeinde übernahm das Wappen, das 1936 der Oberpräsident dem Amt Menden verliehen hatte. Es zeigt den Bergischen Löwen als Hinweis auf den alten Landesherrn, den Herzog von Berg; das Schachmuster entstammt dem Wappen der Ortsherren von Menden. |

### Kinder- und Jugendparlament / Mitwirkung von Jugendlichen
Das Kinder- und Jugendparlament besteht seit 1991. Das Mitbestimmungsgremium für Kinder bis einschließlich 14 Jahre, dessen erste Sitzung am 13. Oktober 1991 stattfand, tagt zweimal pro Jahr. Ergänzend werden Projekte zu aktuellen Themen und Entwicklungen in der Stadt durchgeführt.
Im Jahr 2010 wurde erstmals ein Jugendstadtrat gewählt, für den Jugendliche im Alter von 14 bis 19 Jahren stimmberechtigt waren. Da sich zur dritten Wahl 2014 nicht genügend Kandidaten gemeldet hatten, wurde dieser Ansatz wieder fallengelassen und stattdessen ein neues Modell mit vier Modulen aufgelegt, um die Mitwirkung von Jugendlichen zu fördern:
- Vernetzung der örtlichen Schülervertretungen durch mehrmalige Treffen pro Jahr
- Unterstützung von Mini-Projekten, die von Schülern vorgeschlagen und von einer Expertenrunde angenommen werden, durch die Bereitstellung von Geld und eines Projektpaten
- Beteiligungsaktionen und Jugendforen zur Förderung stadtteilorientierter Aktivitäten und Verbesserungsvorhaben
- „Speed-Debating“ zum persönlichen Austausch zwischen Jugendlichen und Entscheidungsträgern mit im 4-Minuten-Takt wechselnden Gesprächspartnern nach dem Speed-Dating-Prinzip

### Städtepartnerschaften
Sankt Augustin unterhält Partnerschaften mit folgenden Städten:
- Grantham (Großbritannien, Grafschaft Lincolnshire), seit 1980
- Mewasseret Zion (Israel), seit 2001
- Szentes (Ungarn), seit 2005

## Kultur und Sehenswürdigkeiten

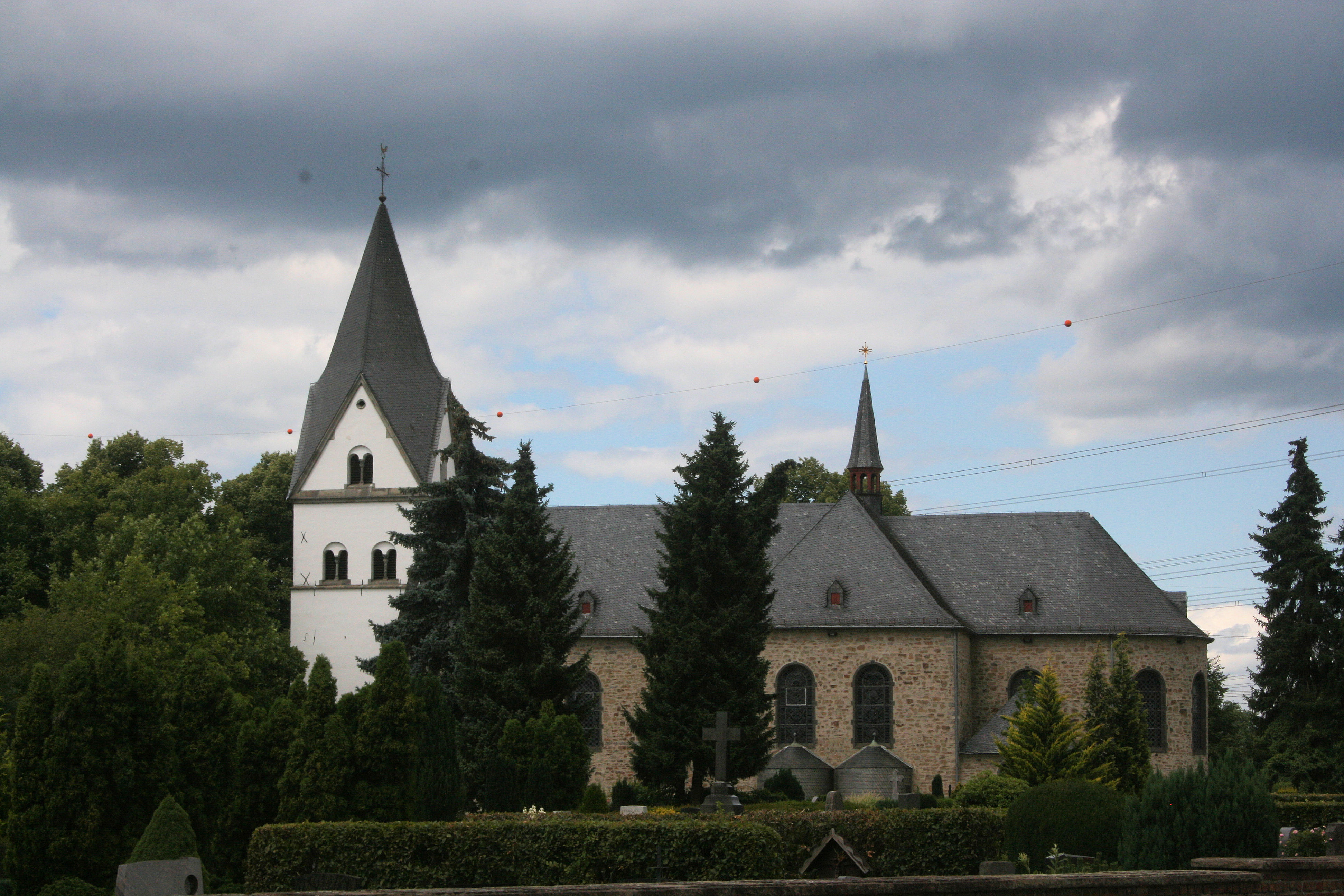
Sankt Martinus

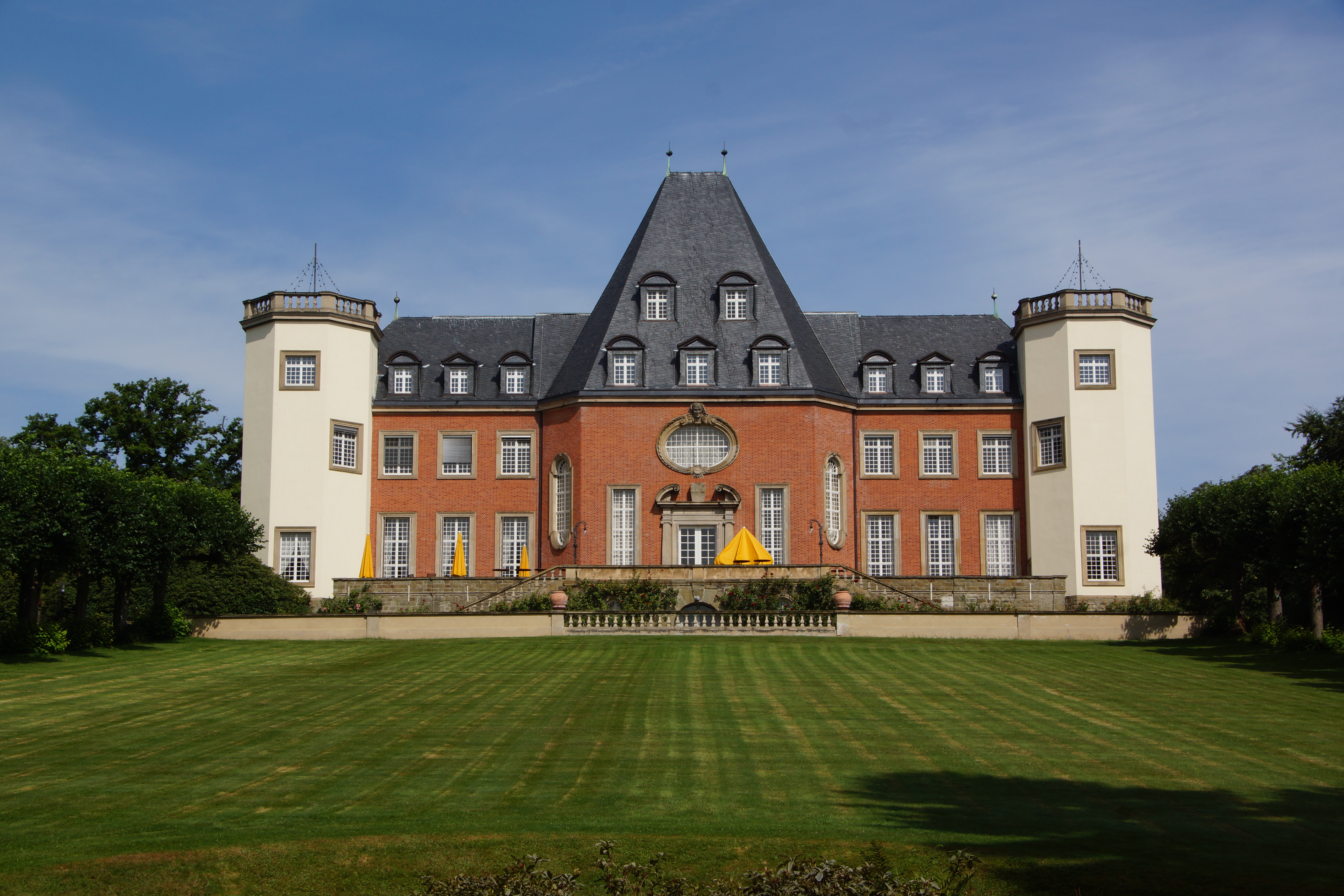
Schloss Birlinghoven

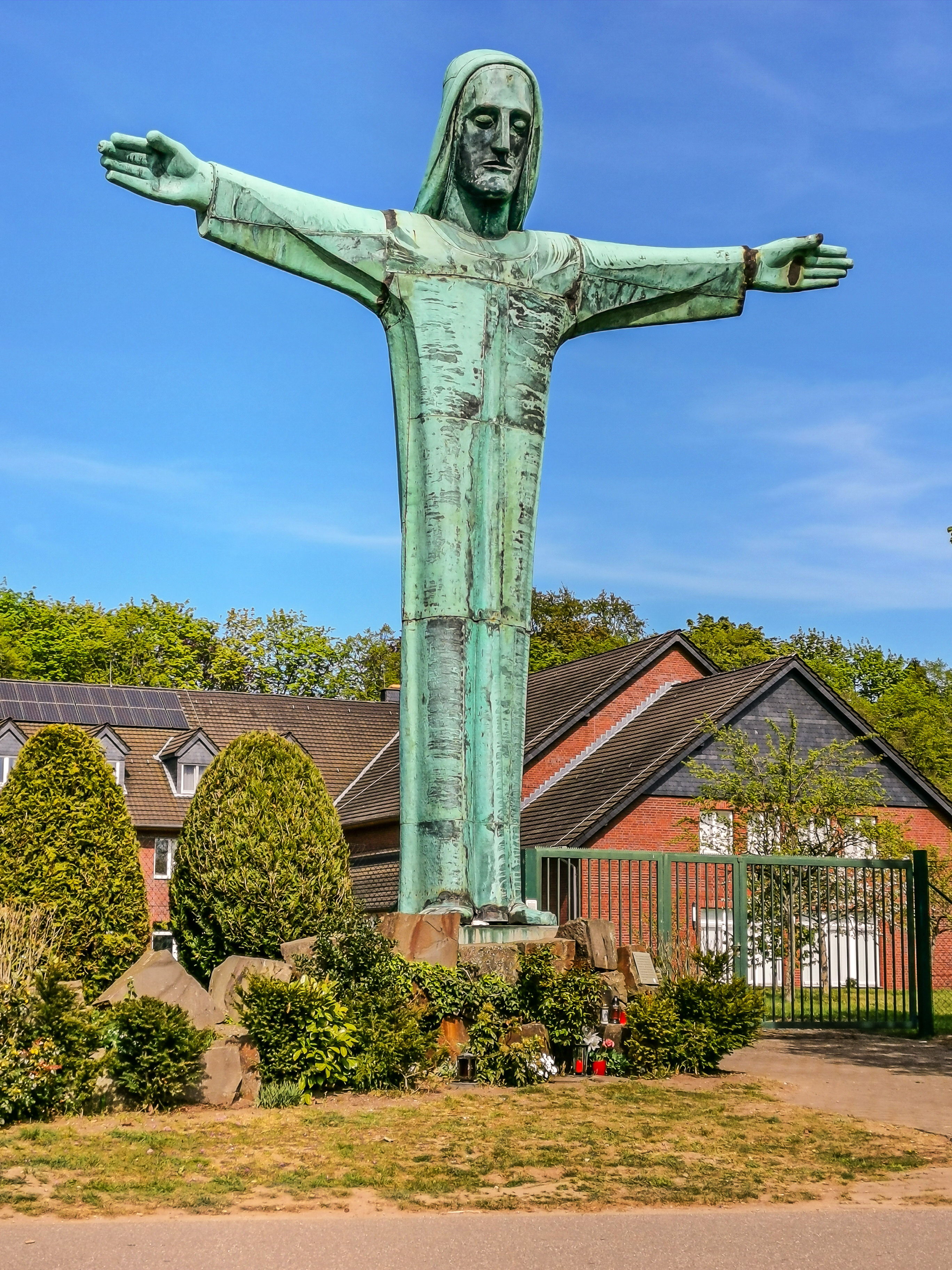
Christus-Statue in der Hangelarer Heide

### Naturdenkmäler
- Stieleiche im Birlinghovener Wald[25]

### Bauwerke
Erhaltene Altstadtteile mit rheinischen Fachwerkhäusern gibt es in Birlinghoven, Buisdorf, Hangelar, Menden und Niederpleis. Das älteste Gebäude der Stadt ist die Pfarrkirche Sankt Martinus in Niederpleis, die in Teilen bis ins 12. Jahrhundert zurückgeht; in diesem Ortsteil finden sich auch ein Rittersitz und eine historische Mühle. Das Schloss Birlinghoven wurde von 1901 bis 1903 im Stil englischer Landschlösser erbaut, zu ihm gehören eine Orangerie und eine in den Birlinghovener Wald übergehende Parkanlage. Momentan gehört das Schloss zum Campus des Fraunhofer Institutszentrums Birlinghoven und ist nicht ohne vorherige Ankündigung zu besichtigen.

### Grünflächen und Naherholung

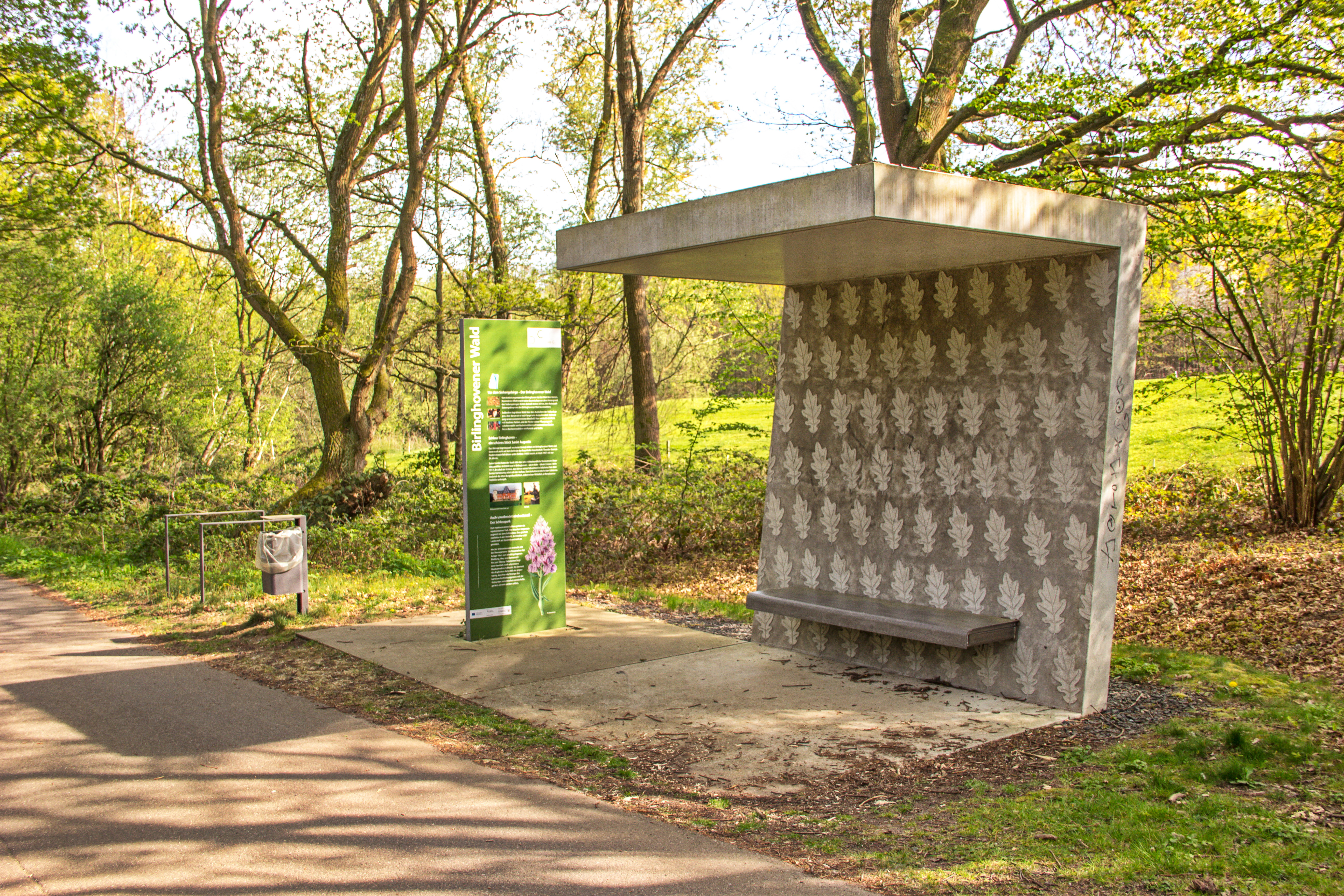
Station des Grünen C im Birlinghovener Wald

Sankt Augustin liegt am Ostrand des „Grünen C“, einem lose zusammenhängenden Grünflächenverbund, dessen unkonventionelle, aber teure Beschilderung und Ausgestaltung etliche Kritik auf sich gezogen hat. Seit 2007 gehören zudem das Pleisbachtal und der Birlinghovener Wald zum Naturpark Siebengebirge.

### Museen
Über die Stadt hinaus bekannt war das 2021 geschlossene Haus Völker und Kulturen der Steyler Missionare schwerpunktlich mit Exponaten aus Subsahara-Afrika, Papua-Neuguinea, China und Äthiopien.

### Kulturelles Angebot
Theater-, Kabarett- und Musikveranstaltungen finden im Schloss Birlinghoven, dem Haus Menden, den Aulen der Schulen und diversen kleineren Einrichtungen statt.

### Regelmäßige Veranstaltungen
Wie überall im Rheinland wird in Sankt Augustin Karneval gefeiert.
Die Tollitäten sind das Prinzenpaar der Stadt Sankt Augustin, das Prinzenpaar von Menden und das Kinderprinzenpaar von Meindorf (Prinz und Prinzessin). Es gibt einen Hauptzug in Sankt Augustin am Karnevalssonntag, der von Niederpleis über Mülldorf nach Sankt Augustin-Ort verläuft, sowie Stadtteilzüge in Birlinghoven (Sonntagmorgen), Hangelar (Sonntagmorgen), Meindorf (Rosenmontag) und Menden (Rosenmontag).
Traditionell finden an Weiberfastnacht die Weibersitzungen in den Ortsteilen Menden, Meindorf und Hangelar statt.
Jedes Jahr am Karnevalsfreitag ist die Rathauserstürmung. Ansonsten findet der Karneval natürlich auch in den Kneipen und Veranstaltungsstätten statt.
Seit 2002 findet alle zwei bis drei Jahre das Sankt Augustiner Klosterfest im Missionshaus St. Augustin der Steyler Missionare statt, das größte Missionsfest Deutschlands.
Zudem ist Sankt Augustin alle vier Jahre Austragungsort der Combat Team Conference, der inoffiziellen Weltmeisterschaft der polizeilichen und militärischen Spezialeinheiten, die von der GSG 9 ausgerichtet wird.
Zu Frühlingsbeginn veranstaltet der Hangelarer Werbekreis die Hangelarer Lichternacht zu der die Kölnstraße gesperrt und extra beleuchtet wird, damit man die längeren Öffnungszeiten der Geschäfte genießen kann.
Regelmäßig im Juni veranstalten die Biker der in Sankt Augustin ansässigen Bundespolizei das „Bikercamp“. Motorradfahrer aus der Umgebung treffen sich für ein Wochenende auf dem Gelände des Flugplatzes in Sankt Augustin Hangelar zu „Benzingesprächen“, zu Musik und zum Feiern. Dieses Treffen findet seit 2005 statt und hat seinen Höhepunkt jeweils am Samstag mit einem gemeinsamen Motorradkorso durch Sankt Augustin.
Im September findet das überregional bekannte Straßenfest Hangelarer Spektakel auf der Kölnstraße im Ortsteil Hangelar statt. Im Oktober findet seit 1981 der Volkslauf „Rund um den Flugplatz“ des TV Hangelar statt.
Die DLRG Sankt Augustin e. V. veranstaltet seit 2010 einmal im Jahr ein 24-Stunden-Schwimmen im Freibad, zu dem auch Schwimmer aus anderen Regionen anreisen.
In den Ortsteilen gibt es zudem zahlreiche weitere Feste wie Kirmes, Pfarrfeste, Schützenfeste, Vereinsfeste und Feuerwehrfeste.
2014 fand im Frühjahr zum dritten Mal die Legoausstellung „ABSolut Steinchen“ auf dem Campus der Hochschule Bonn-Rhein-Sieg statt. Nationale und internationale Legobauer stellten an einem Wochenende ihre eigenen Creationen (MOCs) aus.

## Wirtschaft und Infrastruktur

### Verkehr

#### Straßenverkehr

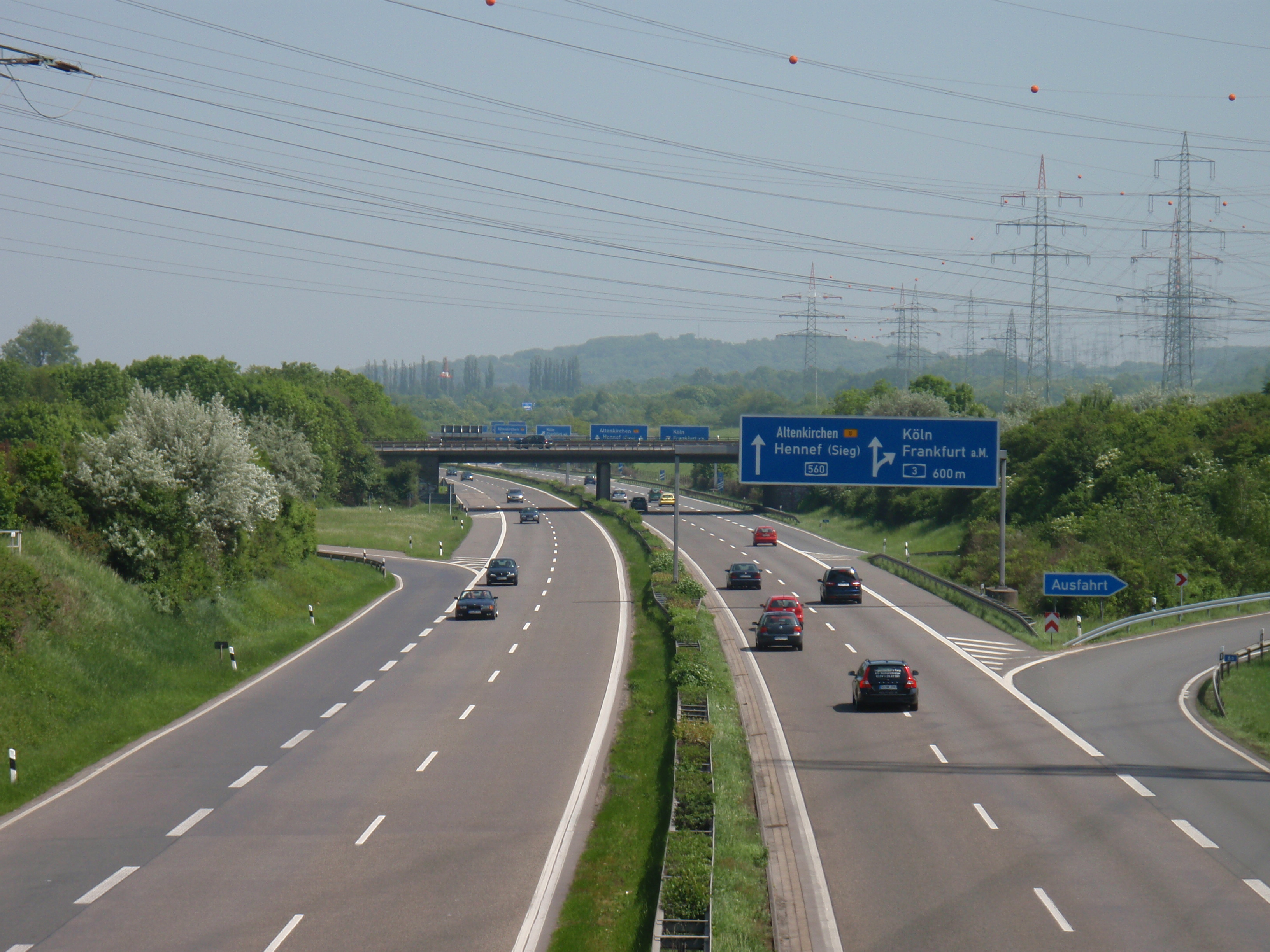
Autobahn 560 in Niederpleis

Die B 56 verbindet Sankt Augustin mit Bonn und Siegburg. Drei Autobahnanbindungen an die A 560 gibt es in Menden, Mülldorf und Niederpleis, eine an die A 59 nahe Hangelar in Bonn. Im Osten tangiert die A 3 Sankt Augustin und ist über die Anschlussstelle zur A 560 in Niederpleis sowie das Autobahnkreuz Bonn/Siegburg unmittelbar angebunden.
In der Stadt waren am 1. Januar 2018 34.857 Kraftfahrzeuge zugelassen, darunter 30.773 Pkw.

#### Stadtbahn
Sankt Augustin ist Teil des Tarifgebiets im Verkehrsverbund Rhein-Sieg (VRS).
Die Siegburger Bahn verbindet als Teil der Stadtbahn Bonn Sankt Augustin mit der Kreisstadt Siegburg sowie mit der Bundesstadt Bonn und im weiteren Streckenverlauf jenseits des Rheins auf der Siebengebirgsbahn mit Königswinter und Bad Honnef über die Linie 66. An Schultagen verkehrt außerdem die Linie 67 nach Bonn-Bad Godesberg. Die sieben Haltestellen im Stadtgebiet sind Sankt Augustin Mülldorf, Sankt Augustin Zentrum, Sankt Augustin Kloster, Sankt Augustin Ort, Hangelar Ost, Hangelar Mitte und Hangelar West.

#### Eisenbahn

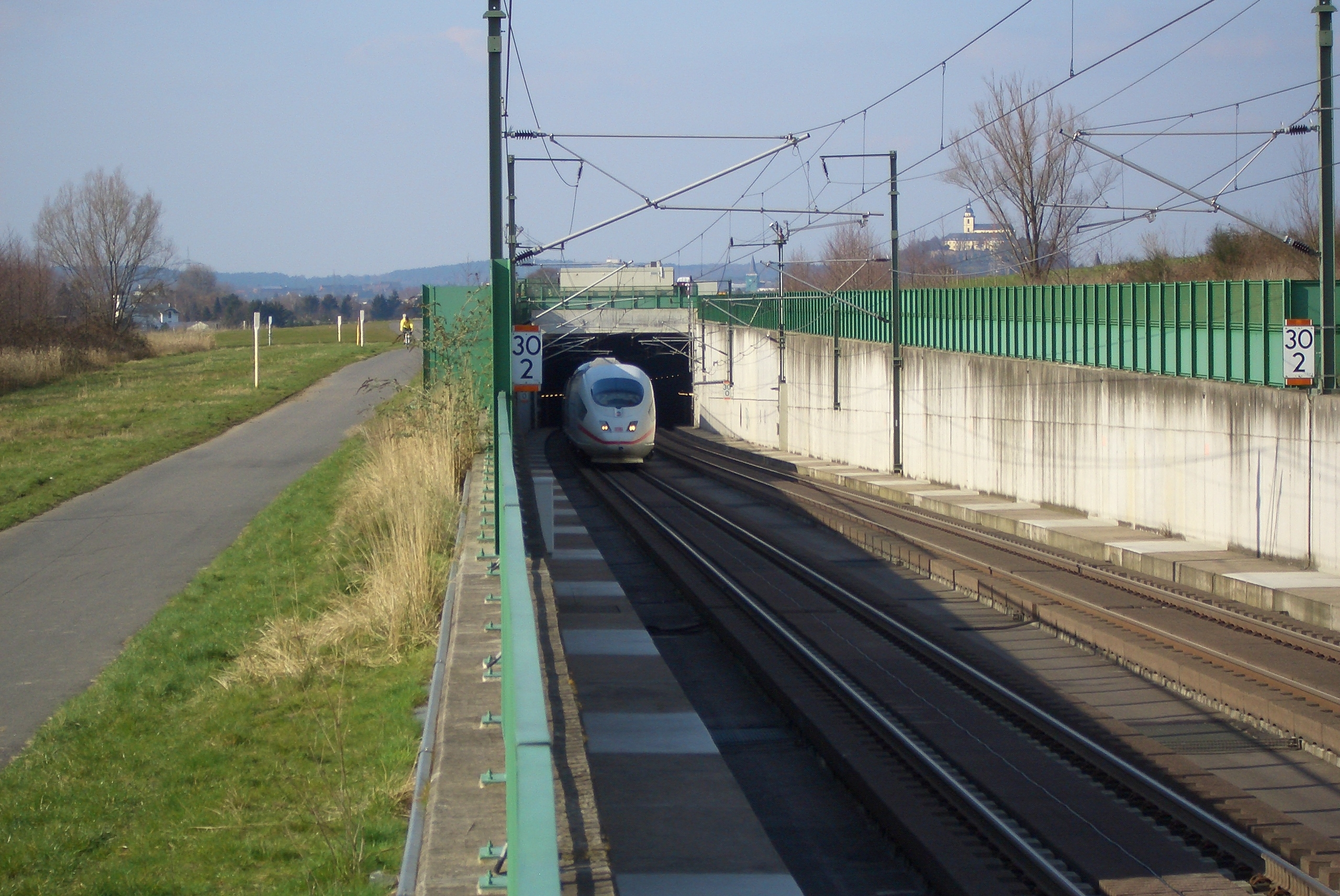
Südportal des Siegauentunnels der ICE-Schnellfahrstrecke Köln-Rhein/Main

In unmittelbarer Nachbarschaft der Stadt und über die Stadtbahn angeschlossen befindet sich der ICE-Bahnhof Siegburg/Bonn. Die Schnellfahrstrecke Köln–Rhein/Main wird auf dem Stadtgebiet in Niederpleis größtenteils durch den Siegauen-Tunnel geführt, in Birlinghoven verläuft die Strecke parallel zur Autobahn 3.

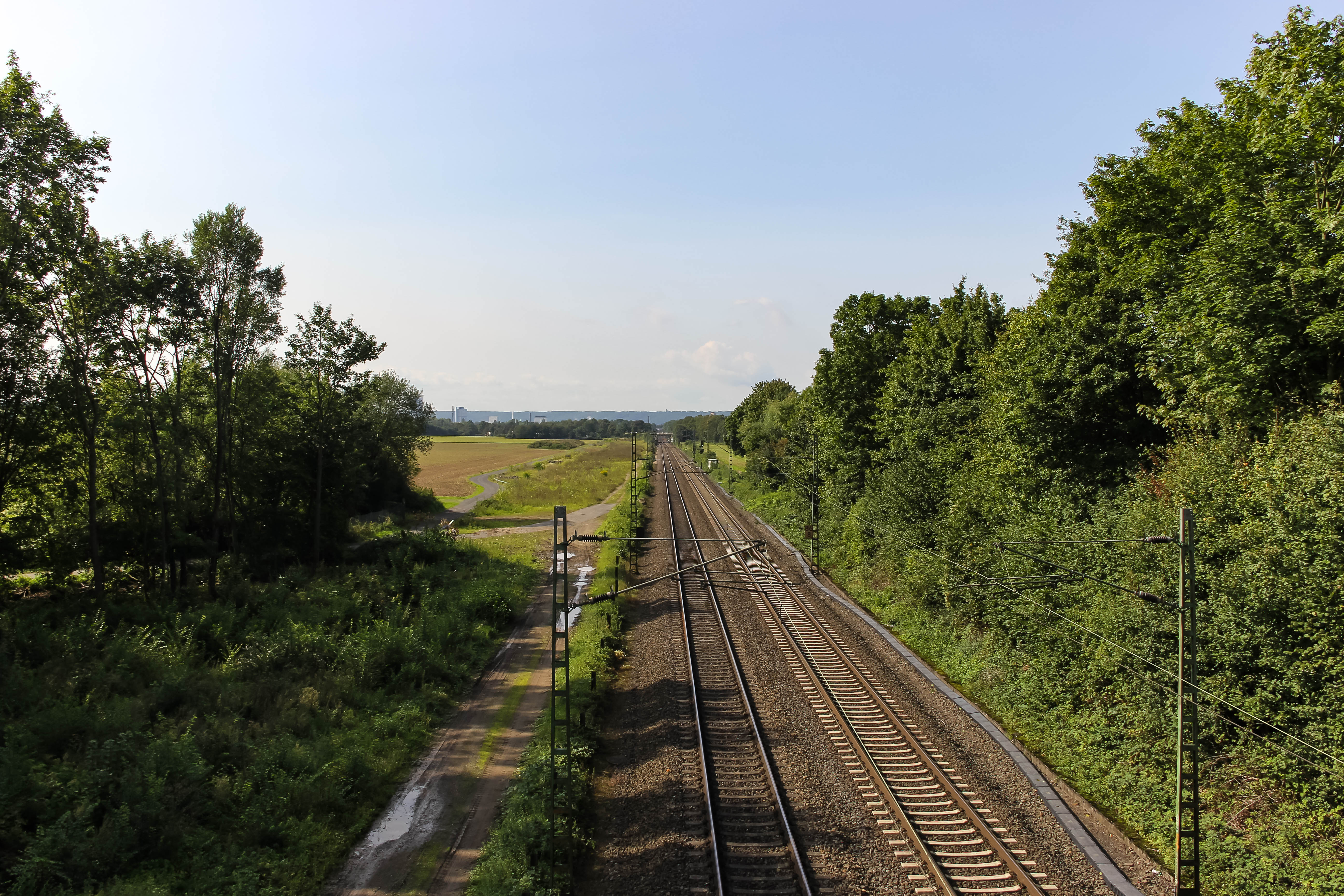
Rechte Rheinstrecke in der Hangelarer Heide

Über das Stadtgebiet selbst führt die rechte Rheinstrecke mit dem Haltepunkt Menden (Rheinland). Am 11. Dezember 2014 unterschrieben das Land Nordrhein-Westfalen, die Deutsche Bahn AG und der Zweckverband Nahverkehr Rheinland einen Vertrag zur direkten Anbindung Bonns an den Flughafen Köln/Bonn und den Kölner Hauptbahnhof über die rechtsrheinische Schiene. Die S-Bahn-Linie 13 soll, von Köln kommend, bis Bonn-Oberkassel geführt werden. Hierzu wurde unter anderem der Haltepunkt Menden neugebaut. Die Strecke wird um bis zu zwei Gleise erweitert, wozu zahlreiche Brücken und Unterführungen neu gebaut werden müssen, darunter auch die Siegbrücke zwischen Troisdorf und Menden sowie die Brücke der Autobahn 560 über die Gleise. Zudem wird in Bonn-Vilich ein neuer Haltepunkt gebaut, der als Turmbahnhof mit der Stadtbahnlinie 66 verbunden werden soll und so auch aus Sankt Augustin erreichbar sein wird. Eine Anbindung an den Bonner Hauptbahnhof ist nicht möglich, da Bonn keine Eisenbahnbrücke besitzt. Das Projekt wird (Stand: 2022) mit 750 Mio. Euro beziffert. Die Aufnahme des ersten Streckenabschnittes von Troisdorf bis Bonn-Beuel ist, nachdem zwischenzeitlich eine Verschiebung angekündigt war, nun doch 2026 geplant. Die Gesamtinbetriebnahme bis Oberkassel kann jedoch erst nach 2030 erfolgen. Zudem wurde Ende 2022 bekannt, dass für eine direkte Anbindung an den Flughafen ein Überwerfungsbauwerk in Troisdorf fehlt, mit dessen Planung erst später begonnen worden war, sodass dort weiterhin ein Umstieg notwendig sein wird.
Durch den Ortsteil Buisdorf führt die Siegstrecke zwischen Siegburg und Hennef. Der Bau einer neuen S-Bahn-Station Sankt Augustin-Buisdorf wird seit längerem von der Stadt Sankt Augustin gefordert, wurde jedoch mehrfach, zuletzt 2017, wegen einer zu geringen erwarteten Frequentierung vom Rhein-Sieg-Kreis abgelehnt.
Des Weiteren führt die eingleisige Kleinbahn Beuel–Großenbusch der Rhein-Sieg-Eisenbahn von Bonn-Beuel in den Stadtteil Hangelar, welche bis 2019 durch einen Schienenbus der RSE zu Pützchens Markt bedient wurde.
Diskutiert wird zudem der Bau des sogenannten Westerwald-Taunus-Tunnels zwischen Sankt Augustin und Mainz-Bischofsheim als Teil der Neubaustrecke Troisdorf–Mainz-Bischofsheim für Güterzüge. Die Strecke würde in Menden von der rechten Rheinstrecke abzweigen und neben dem Hangelarer Flugplatz in einen insgesamt 118 Kilometer langen Tunnel führen.

#### Bus

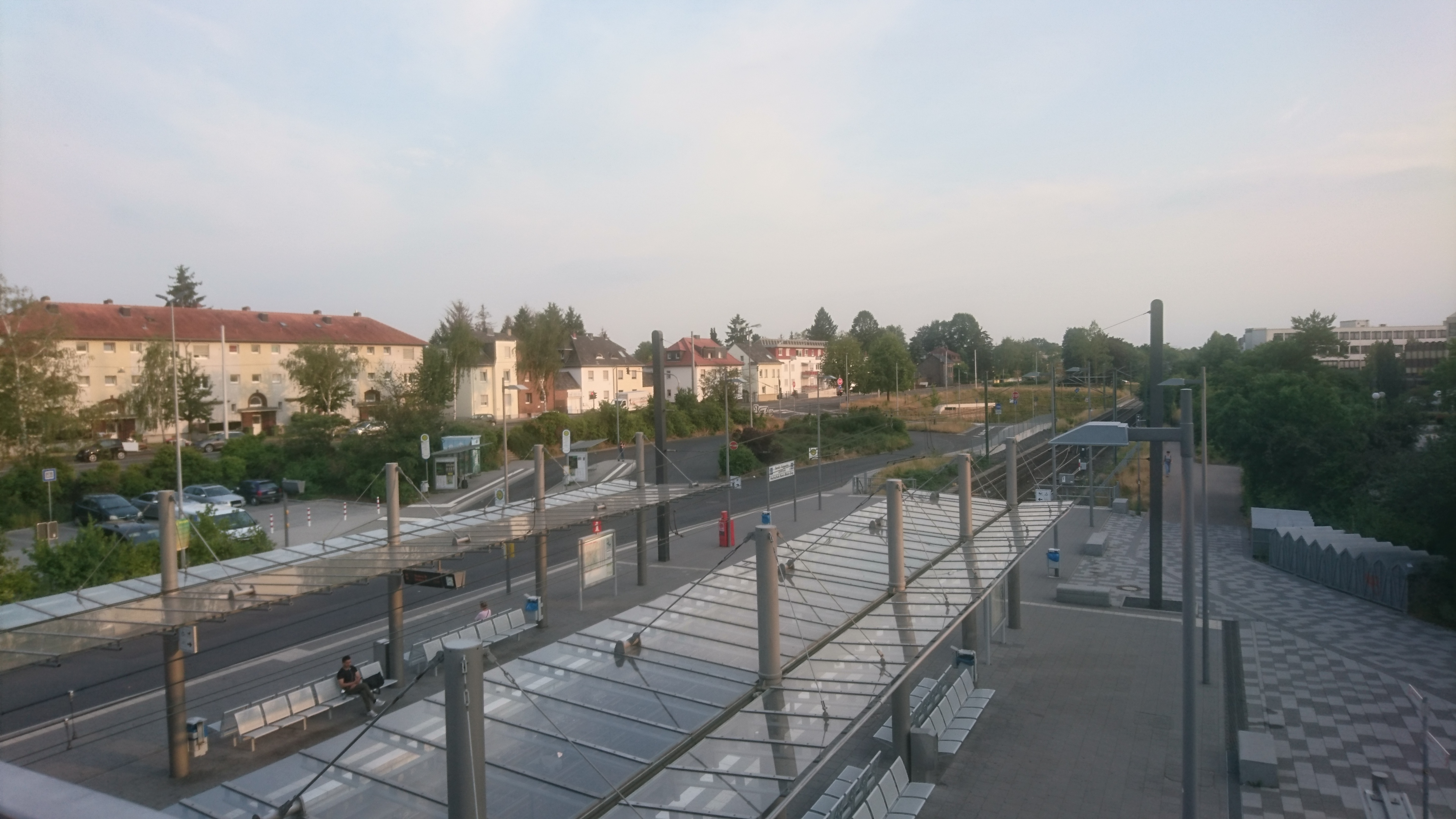
Bus- und Bahnhaltepunkt Sankt Augustin Zentrum/Hochschule Bonn-Rhein-Sieg

Folgende Buslinien bedienen Sankt Augustin (Stand: August 2023):
| Linie | Linienverlauf | Minifahrplan                            |
| ----- | --- | --------------------------------------- |
| 508   | Spich – Troisdorf – Menden – Sankt Augustin-Zentrum | https://www.vrs.de/lis/linie/de:vrs:508 |
| 512   | Siegburg Bhf – Mülldorf – Niederpleis – Birlinghoven – Ittenbach | https://www.vrs.de/lis/linie/de:vrs:512 |
| 513   | Siegburg Bhf – Mülldorf – Niederpleis – Birlinghoven – Oberpleis | https://www.vrs.de/lis/linie/de:vrs:513 |
| 516   | Hennef – Birlinghoven – Vilich-Müldorf | https://www.vrs.de/lis/linie/de:vrs:516 |
| 517   | Sankt Augustin-Zentrum – Mülldorf – Niederpleis – Hangelar Ost (– Hangelar Grundschule (Morgens an Schultagen))                                                                                         | https://www.vrs.de/lis/linie/de:vrs:517 |
| 518   | Sankt Augustin-Zentrum – Ort – Niederberg – Hangelar Ost (– Hangelar Grundschule (Morgens an Schultagen))                                                                                               | https://www.vrs.de/lis/linie/de:vrs:518 |
| 527   | Hennef – Buisdorf – Siegburg | https://www.vrs.de/lis/linie/de:vrs:527 |
| 529   | (Pützchen – Hangelar –) Sankt Augustin Zentrum – Mülldorf – Niederpleis – Buisdorf – Hennef | https://www.vrs.de/lis/linie/de:vrs:529 |
| 535   | Sankt Augustin-Zentrum – Niederpleis – Birlinghoven – Oberpleis | https://www.vrs.de/lis/linie/de:vrs:535 |
| 540   | (SWB Bus) Sankt Augustin-Zentrum – Menden – Meindorf – Bonn | https://www.vrs.de/lis/linie/de:vrs:540 |
| 599   | Schulbuslinie Hangelar – Sankt Augustin-Ort – Menden – Gutenbergschule (betrieben von Willms) Menden Schulzentrum – Sankt Augustin-Zentrum – Sankt Augustin-Ort – Hangelar Mölderstaße – Hangelar Mitte | https://www.vrs.de/lis/linie/de:vrs:599 |
| 635   | (SWB Bus) Ramersdorf – Hangelar | https://www.vrs.de/lis/linie/de:vrs:635 |
| 636   | (SWB Bus) Ramersdorf – Konrad-Adenauer-Platz – Schloss Birlinghoven – Hangelar | https://www.vrs.de/lis/linie/de:vrs:636 |
| 640   | (SWB Bus) Siegburg – Mülldorf – Menden – Meindorf – Bonn | https://www.vrs.de/lis/linie/de:vrs:640 |

Wichtige Umsteigestationen sind Sankt-Augustin-Zentrum, Menden-Markt, Hangelar Ost und Niederpleis Campus.

#### Luftverkehr

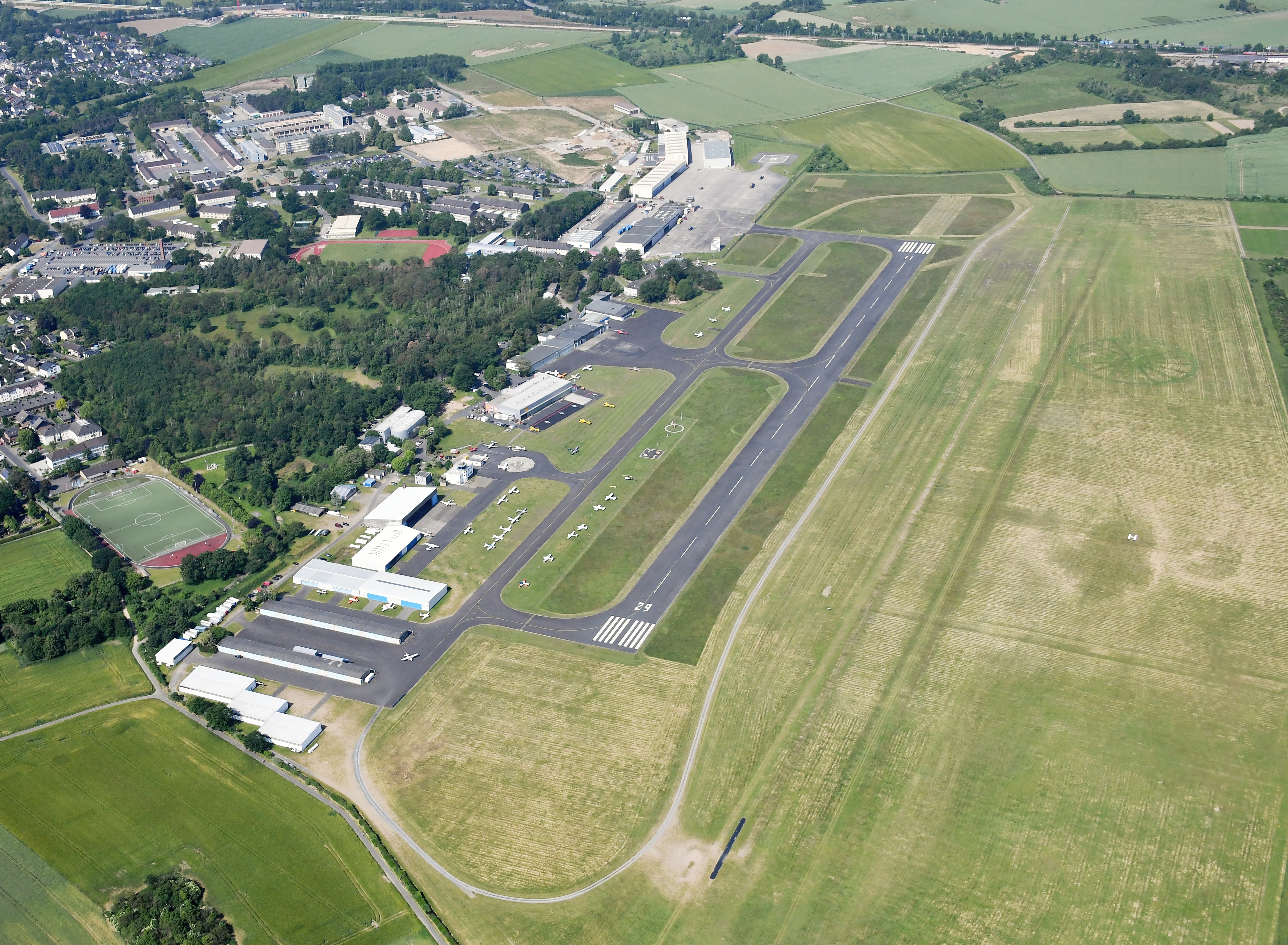
Luftaufnahme des Flugplatzes Hangelar (2023)

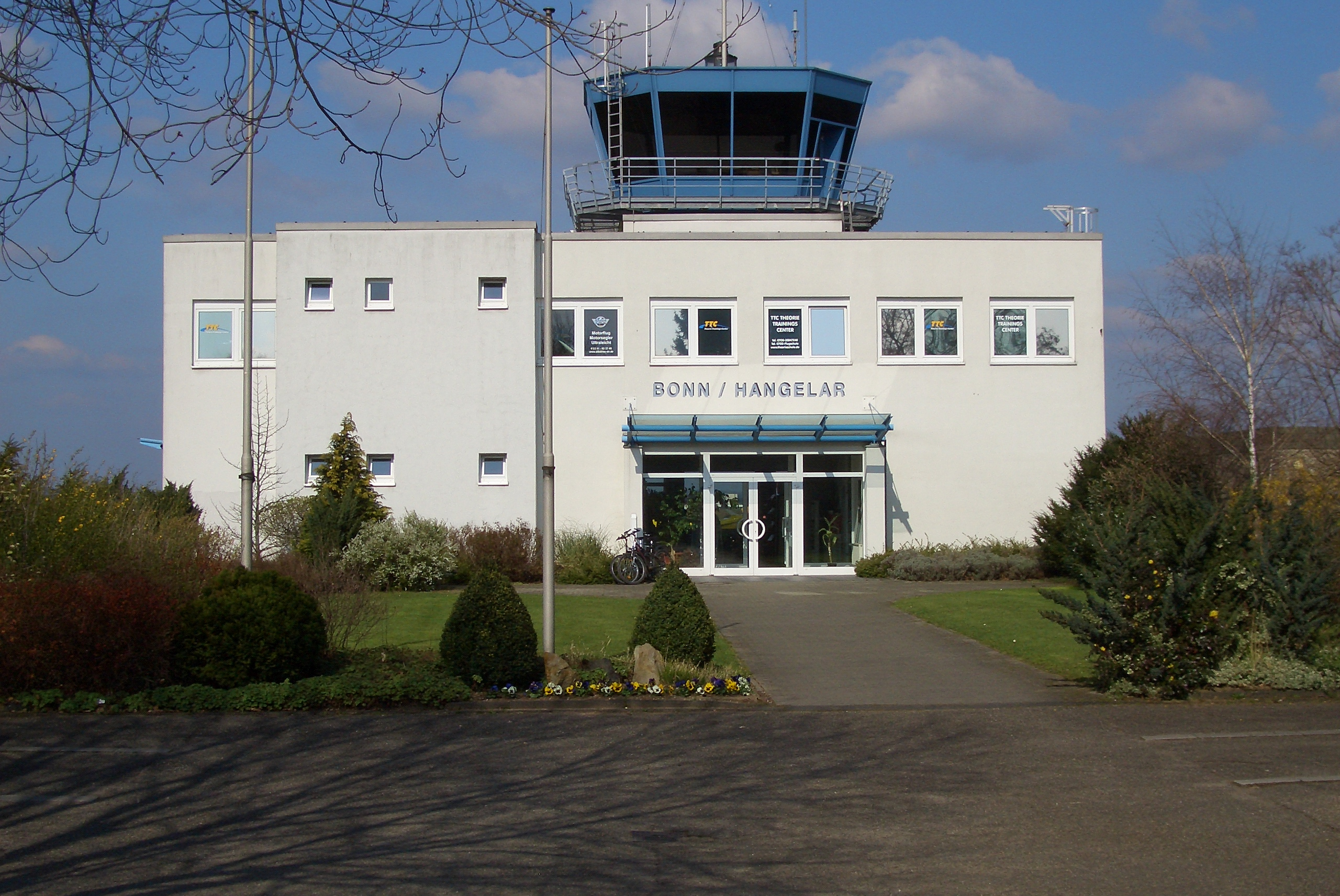
Tower des Flugplatzes Bonn/Hangelar

In Sankt Augustin befindet sich der Flugplatz Hangelar, der älteste noch betriebene Flugplatz in Deutschland.
Der nächste internationale Flughafen ist der Flughafen Köln/Bonn.

### Wirtschaft und Forschung

#### Unternehmen

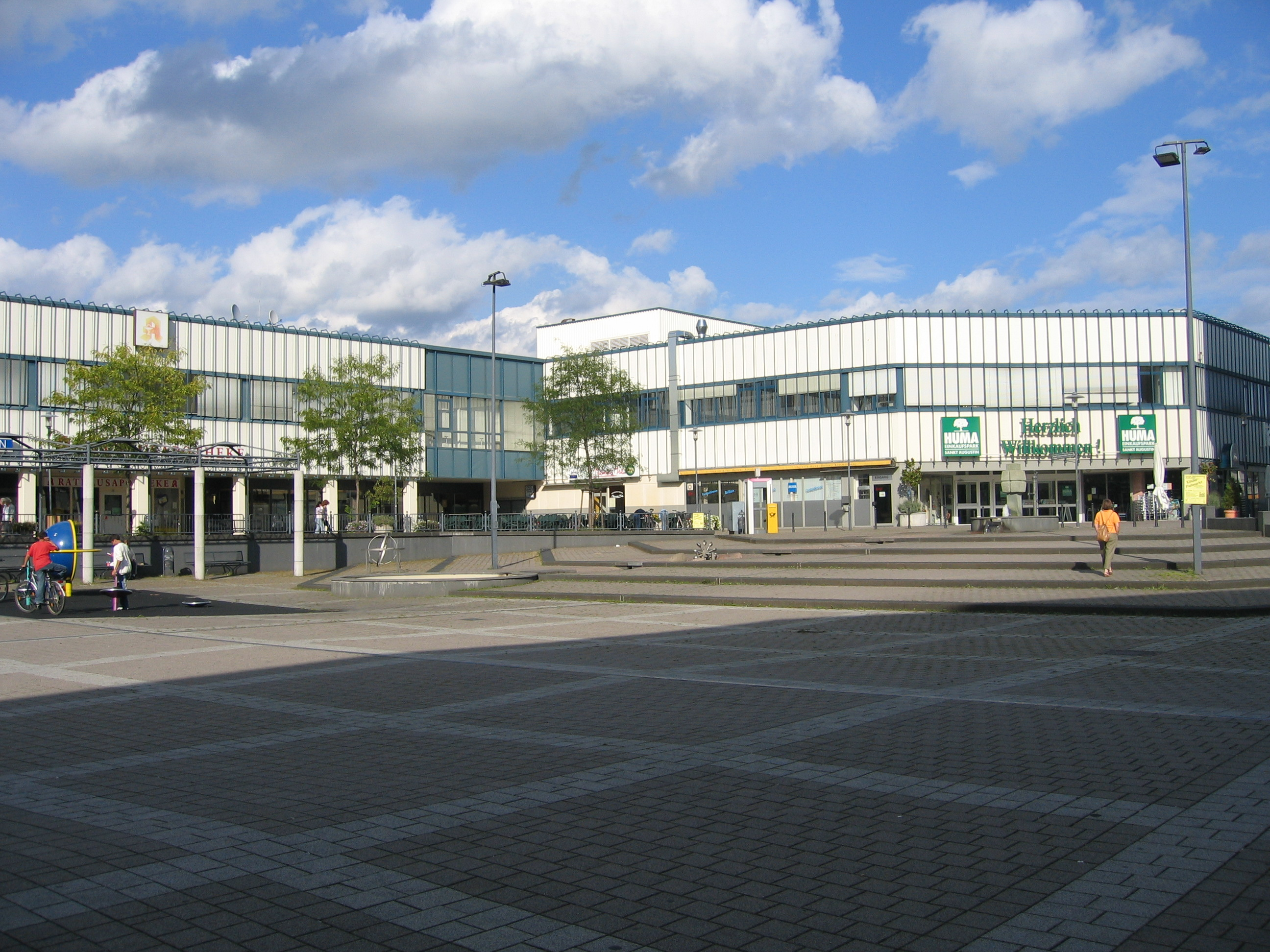
Blick über die Marktplatte (2004; vor dem Neubau der Huma Shoppingwelt)

In Sankt Augustin existieren mehrere Gewerbegebiete mit Industriebetrieben, im Maschinenbausektor zum Beispiel die Kuhne GmbH oder HumanOptics und Intersurgical aus der Gesundheitsbranche. Das Sägewerk Füssenich, das Eicheschnittholz produziert, sowie die Sägewerk Buchen GmbH, die sich verstärkt dem Thema erneuerbare Energie widmet (Pellets, Kaminholz, Briketts), gehören zur holzverarbeitenden Industrie. Die Huma Shoppingwelt ist eines der größten Einkaufszentren der Region, größte Mieter sind Saturn, Intersport und Müller. Mit Fahrrad Feld ist in Sankt Augustin der größte Fahrradhändler Nordrhein-Westfalens in Sankt Augustin beheimatet. Der Flugplatz Bonn/Hangelar ist der größte Segelflugplatz der Region und gilt als einer der ältesten Flugplätze Deutschlands. Die einzige Missionsbank in Deutschland, die Steyler Bank, hat ihren Unternehmenssitz in der Stadt. Seit 1951 wird hier die Erfindung des Drogisten Josef Stockem, der Sankt Augustiner Likör, in Handarbeit hergestellt.
Unterstützt werden Sankt Augustiner Betriebe durch die Wirtschaftsförderungsgesellschaft Sankt Augustin mbH (WFG) in allen wirtschaftlichen Belangen. Die WFG wurde 1974 als städtische Entwicklungsgesellschaft gegründet und hat als 100-prozentige Tochtergesellschaft der Stadt Sankt Augustin heute das Ziel der Sicherung und Weiterentwicklung des Wirtschaftsstandortes.

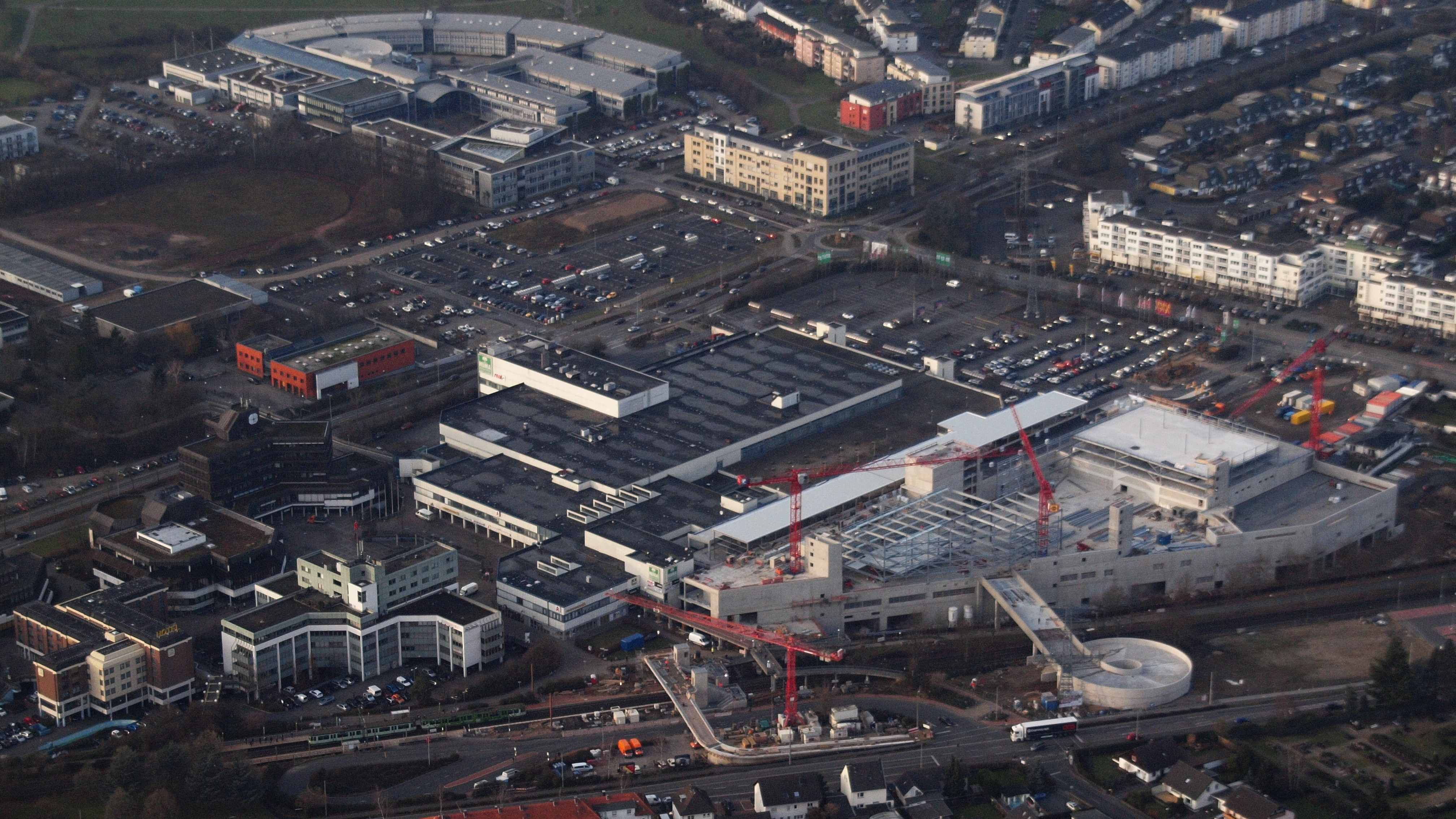
HUMA-Einkaufspark während der Bauphase (2015)

#### Stadt als Arbeitgeber
Die Stadt Sankt Augustin als kommunaler Arbeitgeber beschäftigt über 600 Menschen in unterschiedlichen Berufsbildern.

#### Existenzgründung und Innovation
An der Hochschule Bonn-Rhein-Sieg gibt es das Centrum für Entrepreneurship, Innovation und Mittelstand (CENTIM) als Partner für Unternehmensgründungen. Bis Anfang 2023 bestand zudem der BusinessCampus Rhein-Sieg als Start-up-Zentrum zur Gründung, Ansiedlung und Wachstum von jungen Unternehmen mit zwei Standorten in Sankt Augustin.

#### Forschung

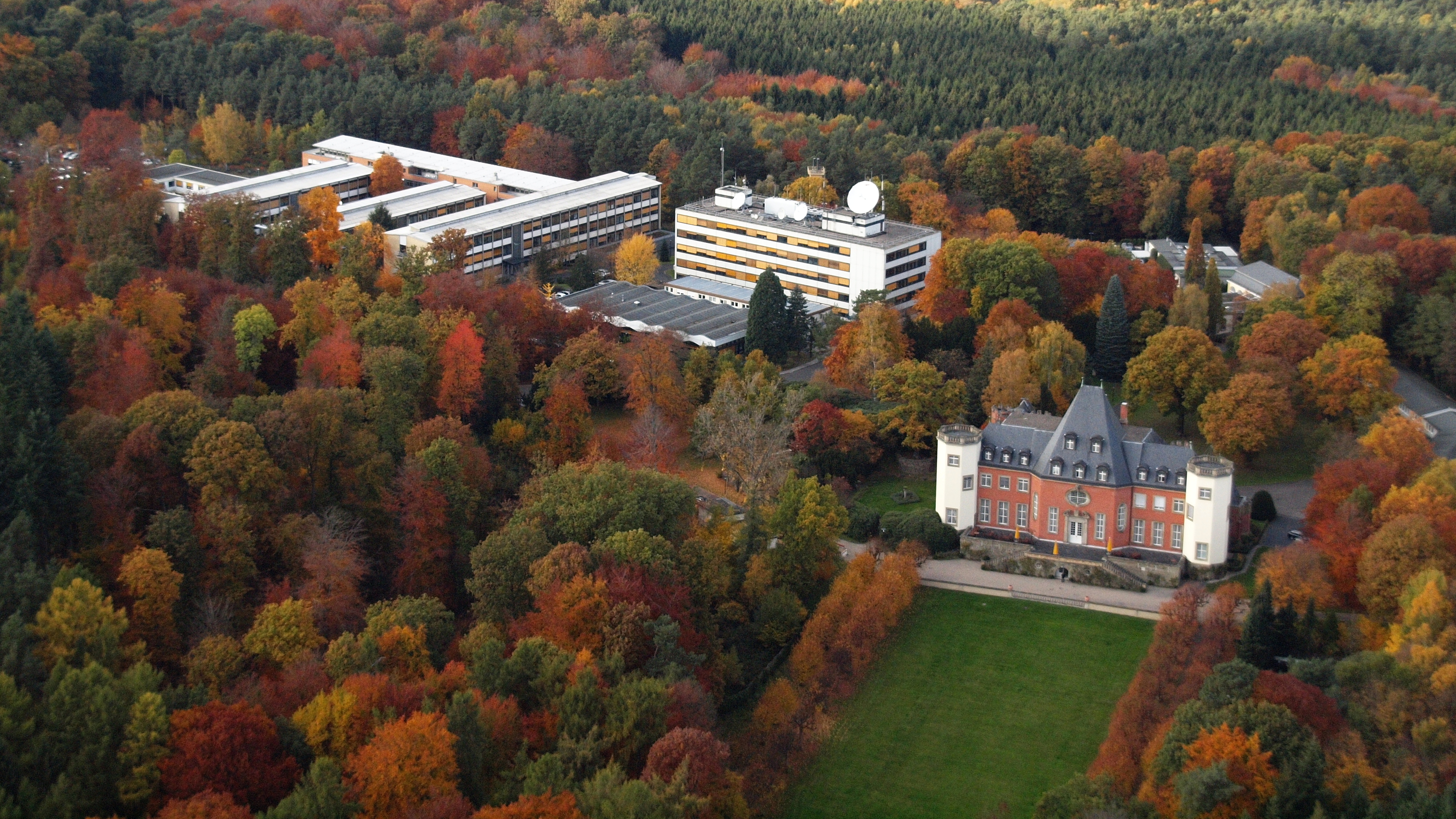
Fraunhofer-Institute in Birlinghoven

Sankt Augustin ist Sitz des Instituts für Arbeitsschutz (IFA), eines Forschungs- und Prüfinstituts der Deutschen Gesetzlichen Unfallversicherung (DGUV). Auf dem Campus von Schloss Birlinghoven sind drei Fraunhofer-Institute (ehemals Institute der GMD) angesiedelt:
- Fraunhofer-Institut für Algorithmen und Wissenschaftliches Rechnen (SCAI)
- Fraunhofer-Institut für Angewandte Informationstechnik (FIT)
- Fraunhofer-Institut für Intelligente Analyse- und Informationssysteme (IAIS)

Seit 2020 ist Sankt Augustin mit zwei neu gegründeten Instituten ebenfalls Standort des Deutschen Zentrums für Luft- und Raumfahrt:
- Institut für den Schutz terrestrischer Infrastrukturen
- Institut für KI-Sicherheit

### Bildung

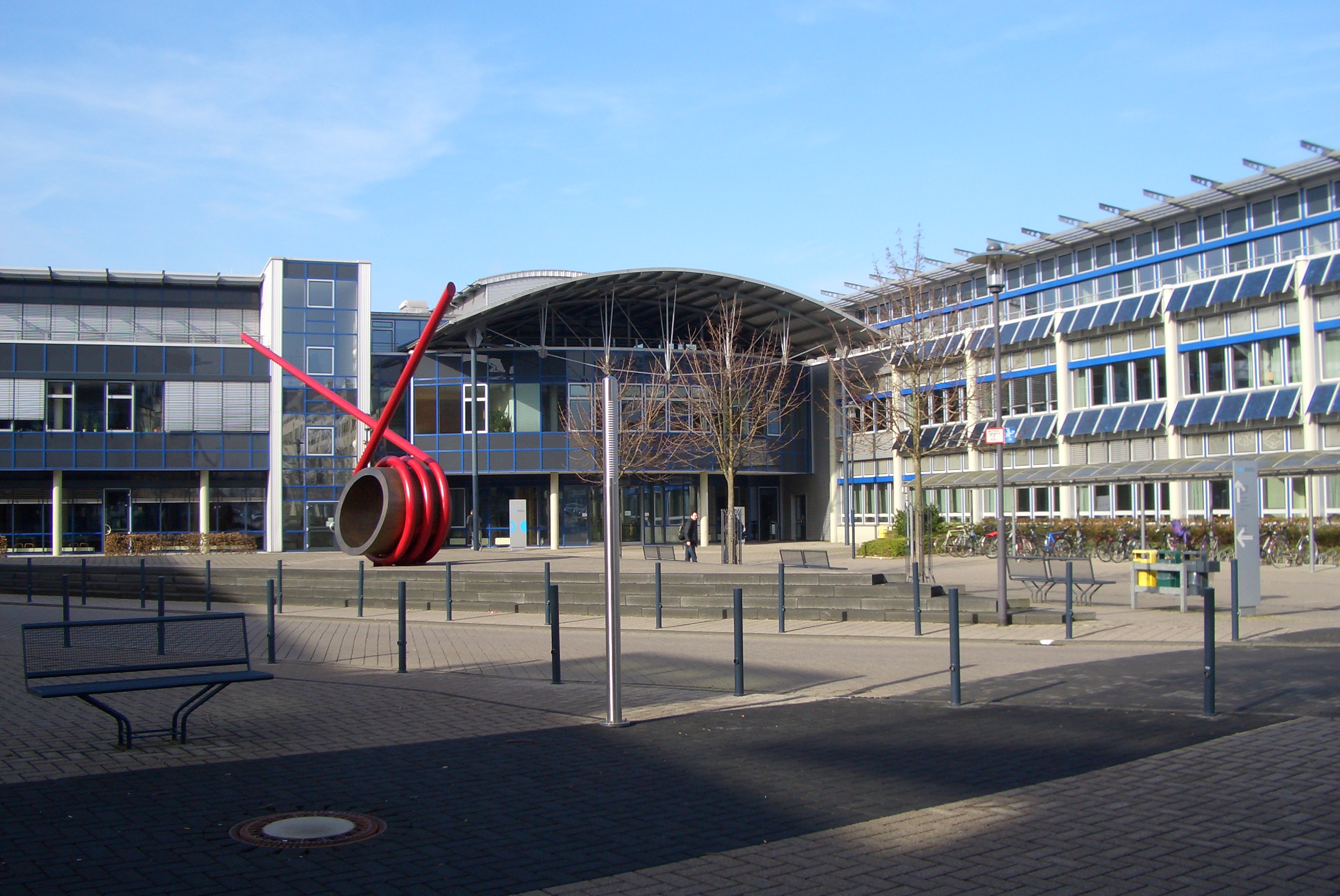
Hochschule Bonn-Rhein-Sieg

Sankt Augustin war seit der Gründung 1932 Sitz der Philosophisch-Theologischen Hochschule SVD der Steyler Missionare. Seit 2020 wird sie durch das Erzbistum Köln als Kölner Hochschule für Katholische Theologie betrieben und wurde zum Sommersemester 2021 nach Köln-Lindenthal verlegt. Seit 1995 hat die Hochschule Bonn-Rhein-Sieg mit den vier Fachbereichen „Wirtschaftswissenschaften“, „Elektrotechnik, Maschinenbau und Technikjournalismus“, „Sozialpolitik und Soziale Sicherung“ sowie „Informatik“ ihren Sitz in der Stadt.
Darüber hinaus gibt es in Sankt Augustin folgende Schulen:
- Albert-Einstein-Gymnasium
- Rhein-Sieg-Gymnasium
- Fritz-Bauer-Gesamtschule
- Realschule Niederpleis
- Hauptschule Niederpleis
- Heinrich-Hanselmann-Schule (Förderschule für den Förderschwerpunkt geistige Entwicklung)
- Gutenbergschule (Förderschule für den Förderschwerpunkt Lernen)
- Astrid-Lindgren-Schule (Schule für Kranke)
- Rheinische Förderschule, Förderschwerpunkt körperliche und motorische Entwicklung, Sankt Augustin
- Freie Waldorfschule Sankt Augustin

Die Stadt hat acht Grundschulen:
- Katholische Grundschule Buisdorf
- Evangelische Grundschule Hangelar
- Katholische Grundschule Hangelar
- Katholische Grundschule Meindorf
- Gemeinschaftsgrundschule Menden (Max & Moritz Schule)
- Katholische Grundschule Sankt Augustin Mülldorf
- GGS Niederpleis, Am Pleiser Wald
- Gemeinschaftsgrundschule Sankt Augustin-Ort (Hans-Christian-Andersen-Schule)

Bis 2014 gab es die GGS „Freie Buschstraße“ in Niederpleis. Diese Schule wurde aufgrund baulicher Mängel und prognostizierter rückläufiger Schülerzahlen geschlossen.
Außerdem gibt es verschiedene Einrichtungen der Berufsbildung und sonstigen Weiterbildung:
- Evangelisches Fachseminar für Altenpflege
- Lebenshilfe Bildungswerk Nordrhein-Westfalen e. V. – Familienbildungsstätte Mobile
- VHS Rhein-Sieg.

### Verbände, Körperschaften und sonstige Vereinigungen
Insbesondere aufgrund der Nähe zum früheren Regierungssitz und zur heutigen Bundesstadt Bonn ist Sankt Augustin Standort einer Bundespolizeidirektion im Stadtteil Hangelar mit rund 3.500 Mitarbeitern. In der Stadt befindet sich auch eine Einrichtung der Bundeswehr. Sankt Augustin war bis 2017 außerdem Sitz des RAL Deutsches Institut für Gütesicherung und Kennzeichnung, der das älteste Umweltzeichen der Welt verleiht, den Blauen Engel.

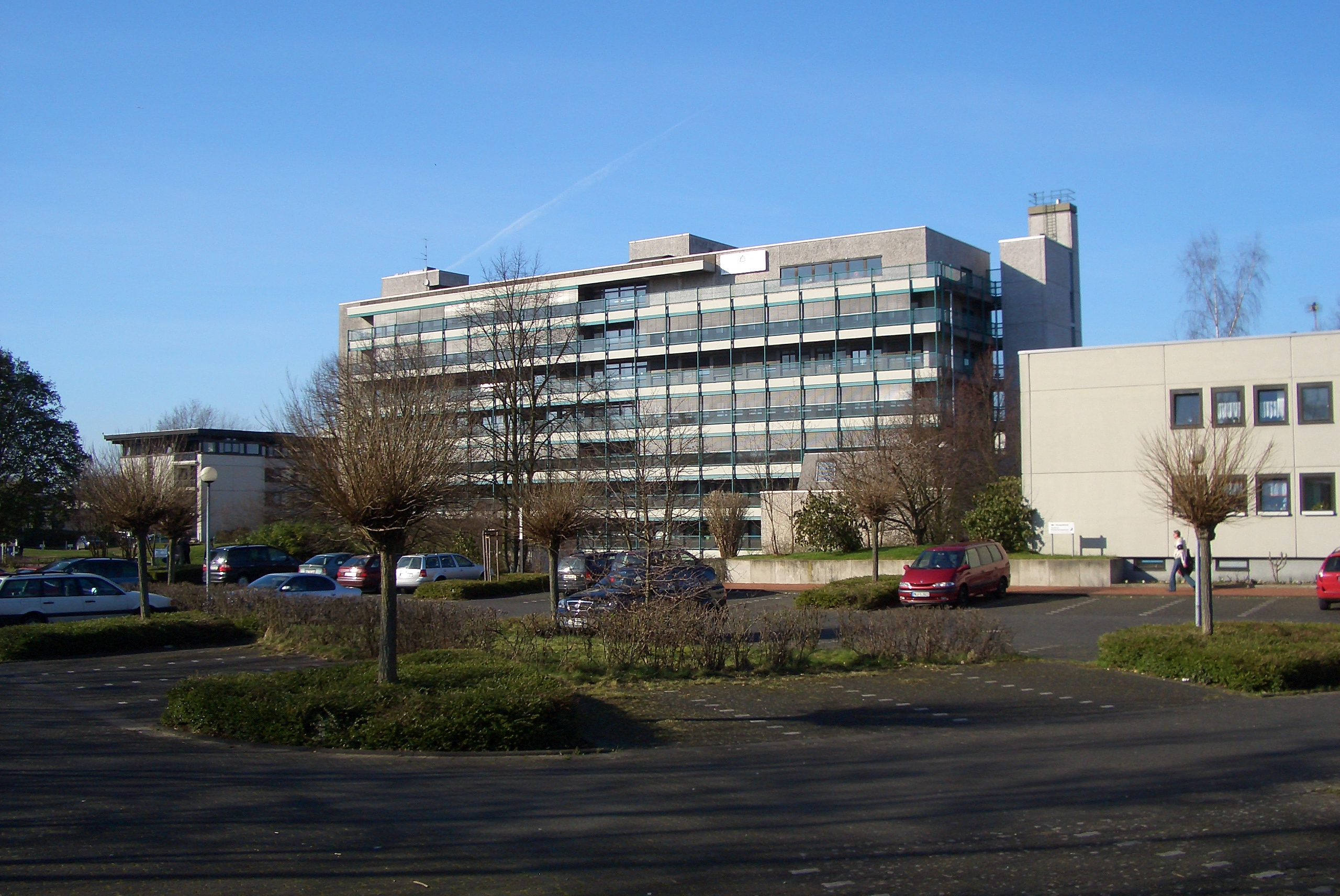
Gebäude der Kinderklinik

Die Kinderklinik in Sankt Augustin-Ort genießt in der Region ein großes Ansehen. In ihr war bis 2020 eines der vier deutschen Kinderherzzentren untergebracht.

### Feuer- und Bevölkerungsschutz
Die Freiwillige Feuerwehr hat 395 (inkl. EA, UA und JF) rein ehrenamtlich tätige Mitglieder (Stand: September 2019), die in sechs Standorten und der „Feuerwehrtechnischen Zentrale“ organisiert sind:
- Einheit Mülldorf
- Einheit Hangelar
- Einheit Menden
- Einheit Meindorf
- Einheit Niederpleis
- Einheit Buisdorf
- FTZ

Ebenfalls unterhält die Feuerwehr in jedem Standort eine eigene Jugendfeuerwehr sowie eine sogenannte Feuerwehrtechnische Zentrale (FTZ) in Mülldorf, in der fünf hauptamtliche Gerätewarte und sieben Verwaltungsmitarbeiter inkl. der Leitung der Feuerwehr arbeiten. Die besondere Gefahrenlage durch Chemieunternehmen, ein großes Einkaufszentrum, Seniorenheime, Krankenhäuser, kleine sowie große Gewerbebetriebe und Verkehrsobjekte wie den Hangelarer Flugplatz, die ICE-Strecke Rhein-Main, mehrere Zugstrecken und Autobahnen sowie Wohngebiete und weitläufige Wald- und Naturlandschaften bilden ein großes Spektrum für potenzielle Einsätze der Freiwilligen Feuerwehr Sankt Augustin.
Die Feuerwehr Sankt Augustin hat jährlich ca. 700 bis 1000 Einsätze, der Rettungsdienst wird über den RSK abgewickelt.

### Bundeseinrichtungen
- Bundespolizei (Hauptstandort; Bundespolizeidirektion, GSG 9, Fliegerstaffel)
- Logistikamt der Bundeswehr (Ende 2012 aufgelöst[53])
- Bundesamt für das Personalmanagement der Bundeswehr (Abteilung V)
- Informations- und Medienzentrale der Bundeswehr (2014 aufgelöst[54])
- Bundesarchiv (Zwischenarchiv)

### Vereinigungen und Verbände
Sankt Augustin ist Sitz nachstehender bundesweit tätiger Einrichtungen:
- Arbeitsgemeinschaft der deutschen Kachelofenwirtschaft e. V.
- Arbeitsgemeinschaft Institutionskennzeichen
- Institut für Arbeitsschutz der Deutschen Gesetzlichen Unfallversicherung (IFA)
- Bundesarbeitsgemeinschaft für Sicherheit und Gesundheit bei der Arbeit e. V. (Basi)
- Bundesverband des Schornsteinfegerhandwerks
- Deutsche Gesetzliche Unfallversicherung (DGUV)
- Deutsch-Polnische Gesellschaft Bonn e. V.
- Europäische Schornsteinfegermeister-Föderation
- Fraunhofer-Institut für Algorithmen und Wissenschaftliches Rechnen SCAI
- Fraunhofer-Institut für Angewandte Informationstechnik FIT
- Fraunhofer-Institut für Intelligente Analyse- und Informationssysteme IAIS
- Hauptverband der Landwirtschaftlichen Buchstellen und Sachverständigen e. V.
- Kommission Arbeitsschutz und Normung (KAN)
- Konrad-Adenauer-Stiftung (KAS)
- Landesinnungsverband des Schuhmacher-Handwerks Rheinland und Westfalen
- Mérite Européen Deutschland
- RAL Deutsches Institut für Gütesicherung und Kennzeichnung e. V.
- Steyler Bank
- Union der albanischen und deutschen Unternehmen in Deutschland e. V.[55]
- Verein für Deutsche Kulturbeziehungen im Ausland e. V.
- Verein Unions-Presse e. V.
- Verein zur Förderung der Arbeitssicherheit in Europa Kommission Arbeitsschutz und Normung
- Verein zur Förderung der deutsch-amerikanischen Zusammenarbeit auf dem Gebiet der Informatik und ihrer Anwendungen e. V.
- Zentralverband des Deutschen Schuhmacher-Handwerks (ZDS)
- Zentralverband Sanitär Heizung Klima (ZVSHK)

### Gesundheitseinrichtungen
- Asklepios Kinderklinik Sankt Augustin mit dem ehemaligen Deutschen Kinderherzzentrum (geschlossen 2019) – etwa 10 % aller Herzoperationen an Kindern und Jugendlichen in Deutschland wurden dort bislang durchgeführt (30 % bezogen auf NRW).[56]

## Religion

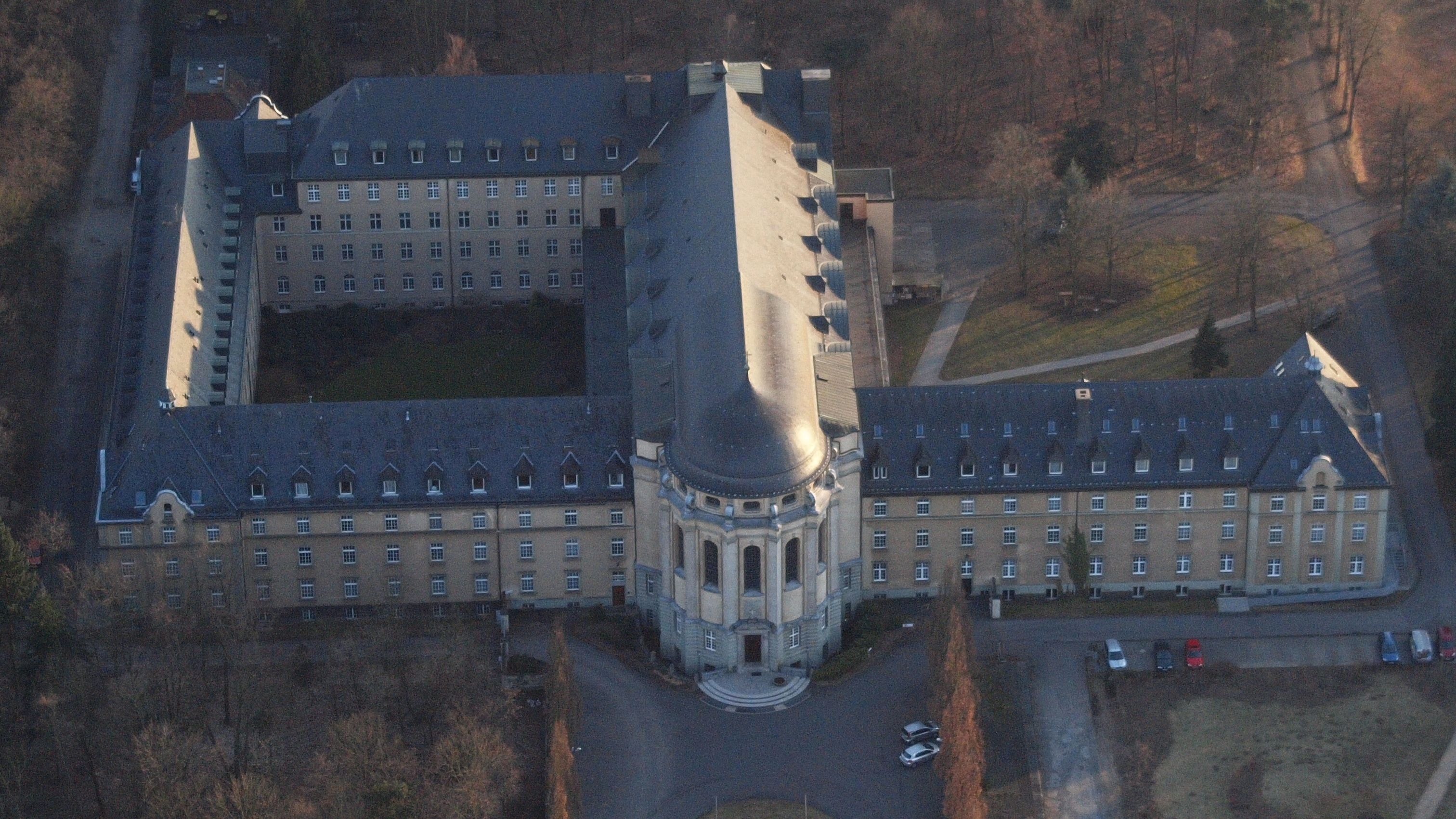
Luftaufnahme des Missionshauses der Steyler Missionare

### Spektrum der Glaubensgemeinschaften
In Sankt Augustin-Ort steht das Missionshaus St. Augustin der Steyler Missionare (SVD). Von 1932 bis 2021 gehörte zum Kloster eine Philosophisch-Theologische Hochschule, die inzwischen durch das Erzbistum Köln in Köln-Lindenthal betrieben wird. Während des Nationalsozialismus wurden die Steyler enteignet und vertrieben, kehrten aber 1945 wieder zurück und bauten die im Krieg beschädigten Gebäude wieder auf. Seitdem kamen viele weitere Gebäude und Institute hinzu, insbesondere 1973 das Ethnologische Museum „Haus Völker und Kulturen“ (geschlossen seit 2021), die Steyler Missionsprokur und die Steyler Bank.
Nach dem Missionshaus benannte sich zunächst die Siedlung, aus der der heutige Stadtteil Sankt Augustin-Ort hervorging, in St. Augustin. Bei Gründung der Gemeinde Sankt Augustin 1969 übernahm die Gemeinde und heutige Stadt diesen Namen.
Die katholische Pfarrkirche St. Martinus im Stadtteil Niederpleis gilt als ältestes Gebäude im Stadtgebiet.
Im Stadtgebiet gibt es mehrere katholische und evangelische Kirchengemeinden. Seit 1989 besteht auch eine Neuapostolische Kirche in der Stadt; das Kirchengebäude im Stadtteil Hangelar wurde 1995 geweiht. Die Kirche wurde inzwischen geschlossen, Gottesdienste finden in der Gemeinde Troisdorf statt.
Ursprünglich war geplant, die Abschlussmesse des Weltjugendtages 2005 mit Auftritt des Papstes in der Hangelarer Heide auf den Wiesen des Flugplatzes stattfinden zu lassen. Diese wurde aufgrund einer Klage des BUND letztlich auf das Marienfeld zwischen Kerpen und Frechen verlegt.
Im Stadtteil Niederpleis gibt es seit 2003 die Masjid-Salam-Moschee, die von einem marokkanischen Kulturverein unterhalten wird.

### Christliche Gemeinschaften im Überblick

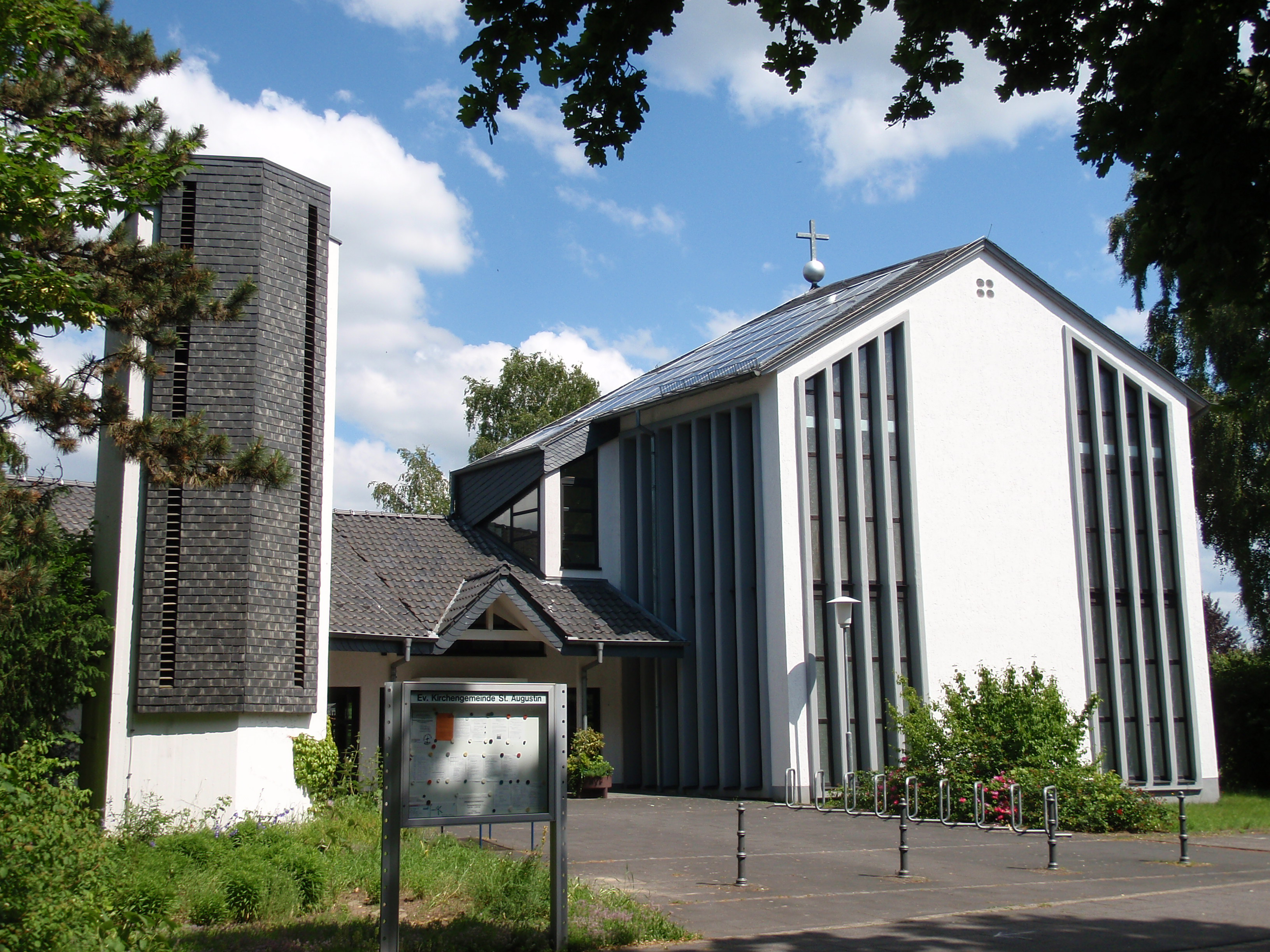
Evangelische Pauluskirche in Sankt Augustin-Ort

Nachstehende kirchliche Einrichtungen finden sich in Sankt Augustin
- Katholischer Seelsorgebereich Sankt Augustin (umfasst alle katholischen Kirchen)
- Evangelische Kirchengemeinde Sankt Augustin Niederpleis und Mülldorf
- Evangelische Kirchengemeinde Menden und Meindorf[60]
- Evangelische Kirchengemeinde Sankt Augustin und Hangelar
- Freie evangelische Gemeinde Rhein-Sieg
- Evangeliums-Christen-Baptistengemeinde Sankt Augustin

## Persönlichkeiten

### In Sankt Augustin geboren
- Theodor Peters (1841–1908), Ingenieur, geboren in Menden
- Wendelin Hinterkeuser (1851–1921), Ordensgeistlicher der Franziskaner, geboren in Menden
- Hans Gronewald (1893–1972), Politiker (NSDAP), Reichstags- und Landtagsmitglied, geboren in Buisdorf
- Gabriel Saal (1901–1966), Politiker (NSDAP) und Reichstagsabgeordneter, geboren in Niederpleis
- Hubert Minz (1901–1973), von 1953 bis 1965 Amtsdirektor des Amtes Menden, geboren und gestorben in Mülldorf
- Albert Falderbaum (1913–1961), Kunstflieger, geboren in Niederpleis
- Wilfried Wessel (1930–2016), Sankt Augustiner Bürgermeister, geboren in Niederpleis
- Willi Emmerich (* 1939), Kommunalpolitiker (CDU) und Ehrenbürger von Sessenbach[61]

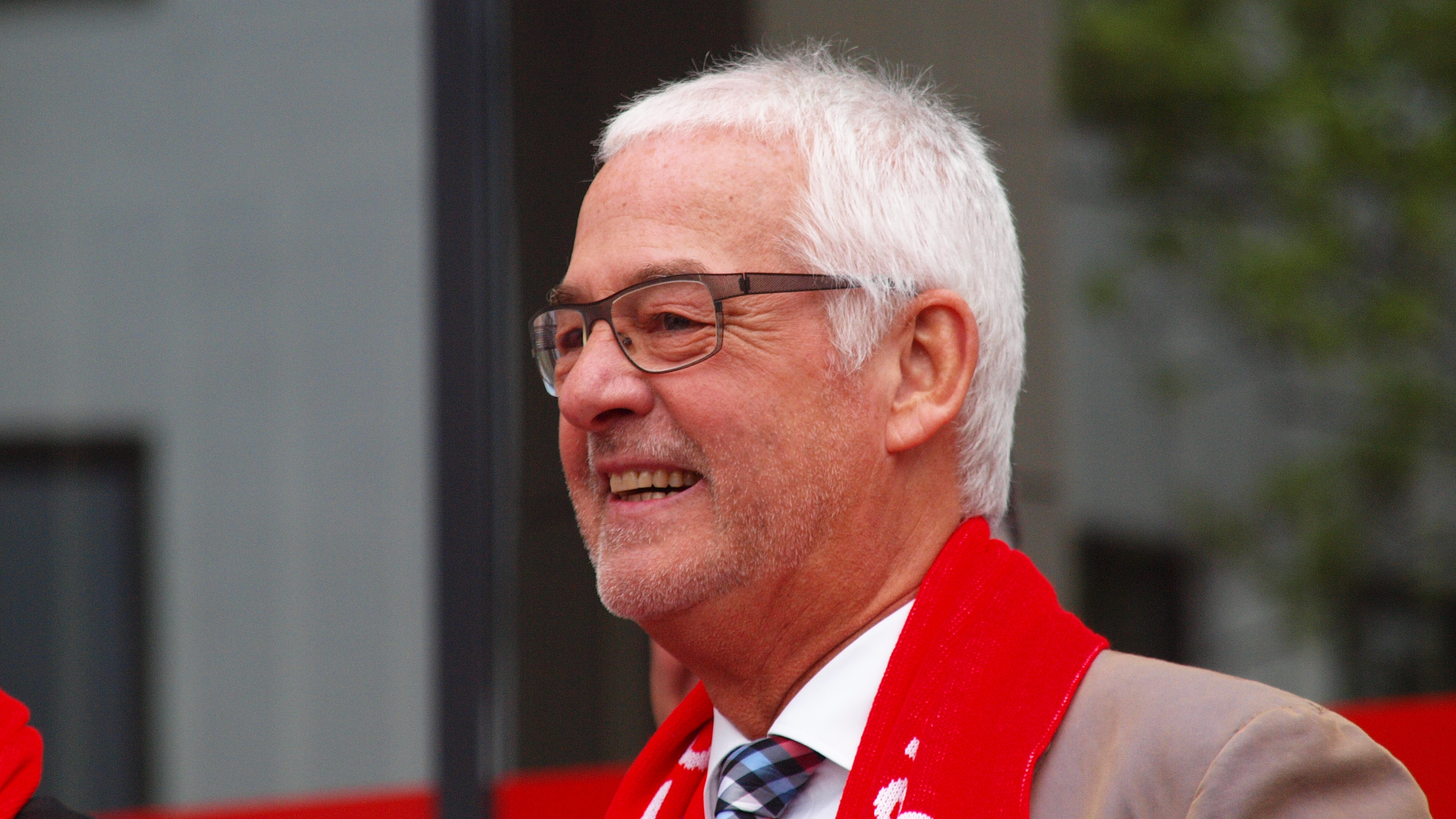
Franz Huhn (* 1951)

- Franz Huhn (* 1951) Franz Huhn (* 1951), ehemaliger Bürgermeister von Siegburg, geboren in Niederpleis
- Jan Alexander (* 1993), Jazzmusiker

### Mit Sankt Augustin verbundene Persönlichkeiten
- Hermann Buschmann (1886–1979), Bergmann und Gewerkschafter, gestorben in Sankt Augustin
- Hans Schmauch (1887–1966), Philologe, Landeshistoriker des Ermlands und Westpreußens, gestorben in Sankt Augustin
- Erich Hampe (1889–1978), Offizier, Herausgeber und Fachbuchautor, gestorben in Hangelar
- Josef Butz (1891–1989), Musikverleger, Komponist und Musikwissenschaftler, betrieb den Musikverlag Dr. J. Butz in Meindorf
- Bruno Werntgen (1893–1913), Flugpionier, verunglückte tödlich bei der Erprobung einer eigenen Neukonstruktion auf der Hangelarer Heide
- Friedrich Gramsch (1894–1955), Ministerialdirektor zur Zeit des Nationalsozialismus, gestorben in Sankt Augustin
- Curt Englaender (1902–1983), Jurist und NS-Funktionär, 1939 bis 1945 Bürgermeister des Amtes Menden
- Friedrich Deisenroth (1903–1997), Dirigent, Komponist und Musikoffizier der Bundeswehr, lebte in Sankt Augustin
- Heinrich Otto Schröder (1906–1987), Philologe, gestorben in Sankt Augustin
- Joseph Henninger (1906–1991), römisch-katholischer Priester, gestorben in Sankt Augustin
- Peter Josef Breuer (1908–1991), Grafiker, gestorben in Sankt Augustin
- Heinrich Karpp (1908–1997), evangelischer Theologe und Hochschullehrer, lebte in Sankt Augustin
- Arnold Norbert Burgmann (1909–1987), römisch-katholischer Priester, Rektor des Missionspriesterseminars der Steyler Missionare
- Wilhelm Saake (1910–1983), römisch-katholischer Priester und Ethnologe, Direktor des Anthropos-Institutes
- Johannes Fleckner (1911–2003), römisch-katholischer Theologe, gestorben in Sankt Augustin
- Yrsa von Leistner (1917–2008), Künstlerin, lebte und arbeitete mehr als vierzig Jahre in Sankt Augustin
- Karl Müller (1918–2001), Missionswissenschaftler, gestorben in Sankt Augustin
- Paul Kieras (1918–1997), Oberkreisdirektor des Siegkreises und des Rhein-Sieg-Kreises, gestorben in Sankt Augustin
- Franz Hoenen (1919–1997), römisch-katholischer Bischof, gestorben in Sankt Augustin
- Wolfgang Rutschke (1919–1996), Politiker (FDP/DVP), Bundestagsabgeordneter und Staatssekretär im Bundesinnenministerium, gestorben in Sankt Augustin
- Karl Gatzweiler (1920–1997), Kommunalpolitiker (CDU), Bürgermeister und Ehrenbürger von Sankt Augustin
- Gerhard Fritz (1921–1984), Politiker (CDU), Bundestagsabgeordneter, gestorben in Sankt Augustin
- Egon Bahr (1922–2015), Politiker (SPD), lebte zeitweise in Hangelar[62]
- Klaus Ullmann (1925–1997), Ministerialbeamter und Bankvorstand, gilt als „Erfinder“ der Olympia-Gedenkmünzen der Bundesrepublik Deutschland 1972, lebte auf dem Niederberg
- Manfred Klein (1925–1981), politischer Häftling in der DDR, gestorben in Sankt Augustin

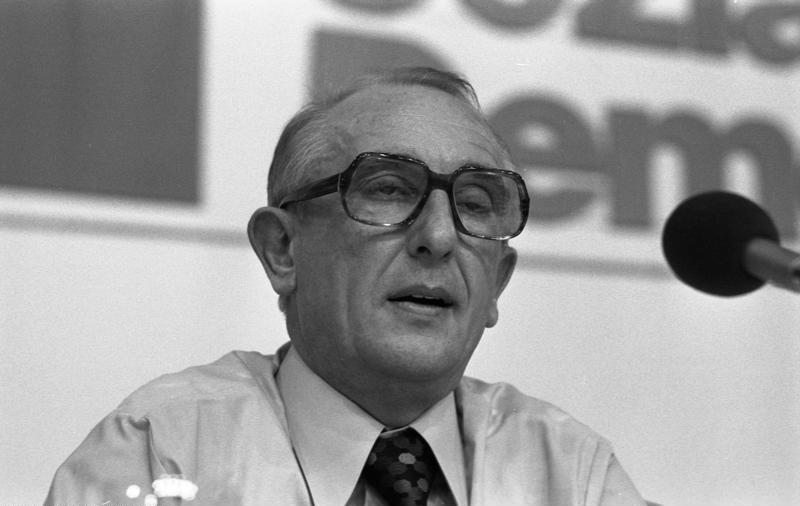
Helmut Rohde (1925–2016)

- Helmut Rohde (1925–2016)Helmut Rohde (1925–2016), Politiker (SPD), Bundesbildungsminister, gestorben in Sankt Augustin
- Adolf Kanter (1925–2004), Wirtschaftsberater, Lobbyist und MfS-Agent, lebte in Hangelar[63]
- Herbert Arz von Straussenburg (1926–2018), Diplomat, gestorben in Sankt Augustin
- Carl Adam Petri (1926–2010), Informatiker, leitete von 1968 bis 1991 ein Institut im GMD-Forschungszentrum Informationstechnik
- Gábor Benedek (* 1927), ungarischer Olympiasieger im Modernen Fünfkampf, lebt in Sankt Augustin
- Karl Heinz Hansen (1928–1970), Chemiker, gestorben in Sankt Augustin
- Sieghardt von Köckritz (1928–1996), Ministerialbeamter, gestorben in Sankt Augustin
- Franz Möller (1930–2018), Politiker (CDU), Bundestagsabgeordneter und Landrat des Rhein-Sieg-Kreises, lebte viele Jahre in Hangelar
- Hannes Sautter (1931–2012), Generalstabsarzt der Bundeswehr, gestorben in Sankt Augustin
- Uwe Lüthje (1931–2003), langjähriger Bevollmächtigter der CDU-Schatzmeisterei, Schlüsselperson der CDU-Spendenaffäre, gestorben in Sankt Augustin[64]
- Ursula Keusen-Nickel (* 1932), Violoncellistin, Komponistin und Musikpädagogin; Leiterin der Musikschule Sankt Augustin 1975–1997
- Josef Franz Thiel (1932–2024), Professor für Ethnologie in Bonn, lebte in Sankt Augustin
- Klaus Förster (1933–2009), Steuerfahnder beim Finanzamt Sankt Augustin, deckte die Flick-Affäre auf
- Eberhard Leube (1934–1991), Romanist, Literaturwissenschaftler, ab 1967 Lehrstuhlinhaber an der Universität Bonn, lebte in Sankt Augustin
- Bernd Baron von Maydell (1934–2018), Jurist und Hochschullehrer, gestorben in Sankt Augustin

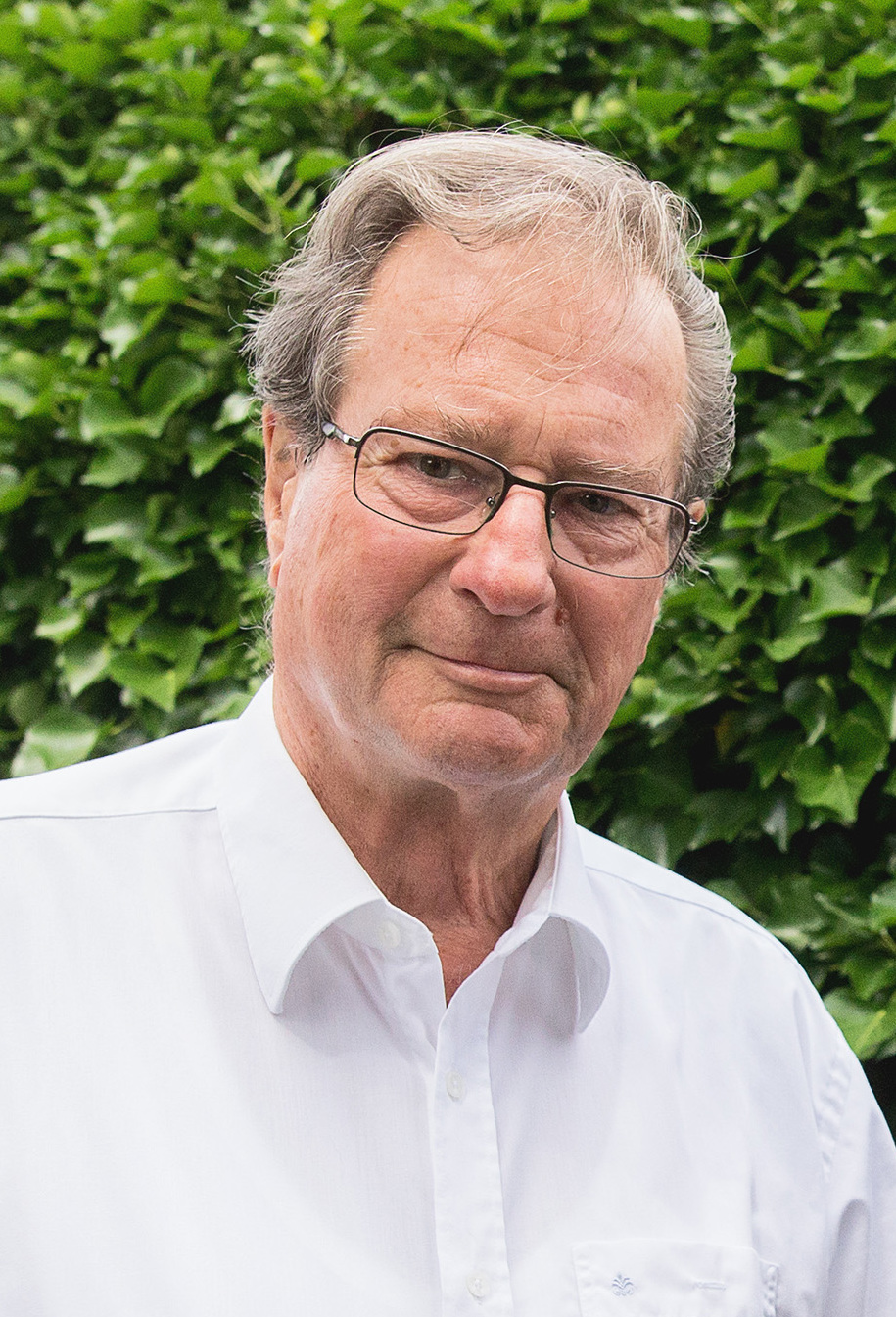
Klaus Kinkel (1936–2019)

- Klaus Kinkel (1936–2019) Klaus Kinkel (1936–2019), Politiker (FDP), ehemaliger Justiz- und Außenminister sowie Vize-Kanzler, lebte in Schmerbroich
- Heinrich Wamhoff (1937–2014), Biochemiker, gestorben in Sankt Augustin
- Klaus Schlaich (1937–2005), Rechtswissenschaftler, gestorben in Sankt Augustin
- Giovanni Früh (1937–2003), Schweizer Schauspieler, gestorben in Sankt Augustin
- Heribert Bettscheider (1938–2007), römisch-katholischer Theologe, gestorben in Sankt Augustin
- Manfred Overhaus (1939–2019), Staatssekretär im Bundesfinanzministerium, lebte in Sankt Augustin
- Heribert Scharrenbroich (* 1940), ehemaliger Bundestagsabgeordneter und Staatssekretär, lebt in Hangelar
- Karl Lennartz (1940–2014), Sporthistoriker, 1972 bis 2009 Kommunalpolitiker der SPD im Stadtrat und Vize-Bürgermeister
- Anke Riefers (* 1940), ehemalige Bürgermeisterin
- Hein Mück (1941–2024), Boxer, lebte in Mülldorf
- Ulrich Nonn (1942–2023), Historiker, war Lehrer des Albert-Einstein-Gymnasiums
- Jost Nickel (1942–2017), Flötist, Komponist und Musikpädagoge; gestorben in Sankt Augustin
- Erich Trapp (* 1942), österreichischer Byzantinist, wohnte in Sankt Augustin
- Dieter Dowe (* 1943), Historiker, lebt in Sankt Augustin
- Franz Schuster (1943–2021), Landespolitiker (CDU) und Minister, lebte in Sankt Augustin[65]
- Frithjof Kühn (* 1943), ehemaliger Landrat des Rhein-Sieg-Kreises, lebt in Hangelar
- Manfred Schell (* 1944), Journalist, lebt in Sankt Augustin

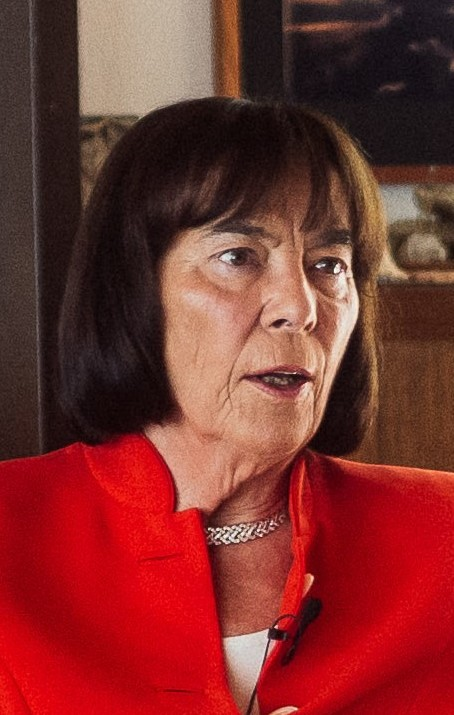
Ingrid Matthäus-Maier (* 1945)

- Ingrid Matthäus-Maier (* 1945)Ingrid Matthäus-Maier (* 1945), Politikerin und Bankmanagerin, lebt in Birlinghoven
- Rainer Stuhlmann (* 1945), langjähriger evangelischer Pfarrer und Superintendent in Sankt Augustin
- Hans-Heinrich Dieter (* 1947), ehemaliger Stellvertreter des Generalinspekteurs der Bundeswehr, lebt in Sankt Augustin
- Hans Fröhlich (1947–2016), Geodät und Hochschullehrer, lebte in Meindorf
- Eberhard Schuppius (* 1947), Diplomat
- Rudolf Kowalski (* 1948), Schauspieler, lebt in Sankt Augustin
- Jürgen Liminski (1950–2021), Journalist, lebte in Hangelar
- Roderich Egeler (* 1950), ehemaliger Präsident des Statistischen Bundesamtes, lebt in Sankt Augustin
- Rumjana Zacharieva (* 1950), Schriftstellerin, lebt in Sankt Augustin
- Gerd Brockmann (* 1951), Politiker (SPD), ehemaliger Beigeordneter und Kämmerer der Stadt Sankt Augustin
- Walther Otremba (* 1951), Politiker (CDU), ehemaliger Staatssekretär in mehreren Bundesministerien, lebt in Sankt Augustin
- Ute Wessel (* 1953), Olympia-Goldmedaillengewinnerin im Fechten, Lehrerin am Rhein-Sieg-Gymnasium
- Bernd Werle (* 1955), Theologe und Ordensgeistlicher der Steyler Missionare, Pfarrvikar in Mülldorf[66]
- Christopher Metz (* 1955), Direktor des Sächsischen Landtages, von 1989 bis 1997 Pressesprecher der Stadt Sankt Augustin
- Jiří Nečas (1955–2018), Künstler, lebte in Sankt Augustin
- Gabriele Heider (* 1956), Künstlerin, lebt und arbeitet in Sankt Augustin
- Klaus Schumacher (* 1957), ehemaliger Bürgermeister von Sankt Augustin
- Eva Scheurer (* 1958), Schauspielerin, lebt in Sankt Augustin
- Ursula Nothelle-Wildfeuer (* 1960), römisch-katholische Theologin, Mitglied des Pfarrgemeinderats in Sankt Augustin
- Jacqueline Kraege (1960–2020), Staatssekretärin in Rheinland-Pfalz, absolvierte in Sankt Augustin ihr Abitur
- Bernd Schumacher (* 1960), Medienunternehmer, in Sankt Augustin aufgewachsen
- Konrad Arz von Straussenburg (* 1962), Diplomat und Botschafter, aufgewachsen in Sankt Augustin
- Hartmut Surmann (* 1963), Wissenschaftler, lebt in Sankt Augustin
- Axel Werner (* 1964), römisch-katholischer Theologe, ehemaliger Kaplan in Hangelar und Sankt Augustin-Ort
- Georg Schwikart (* 1964), Theologe und Autor, lebt in Hangelar
- Andrea Stullich (* 1965), Landtagsabgeordnete (CDU), in Hangelar aufgewachsen
- Bettina Bähr-Losse (* 1967), Politikerin (SPD), ehemalige Bundestagsabgeordnete und Ratsmitglied
- Almut van Niekerk (* 1967), evangelische Theologin und Gemeindepfarrerin in Niederpleis und Mülldorf

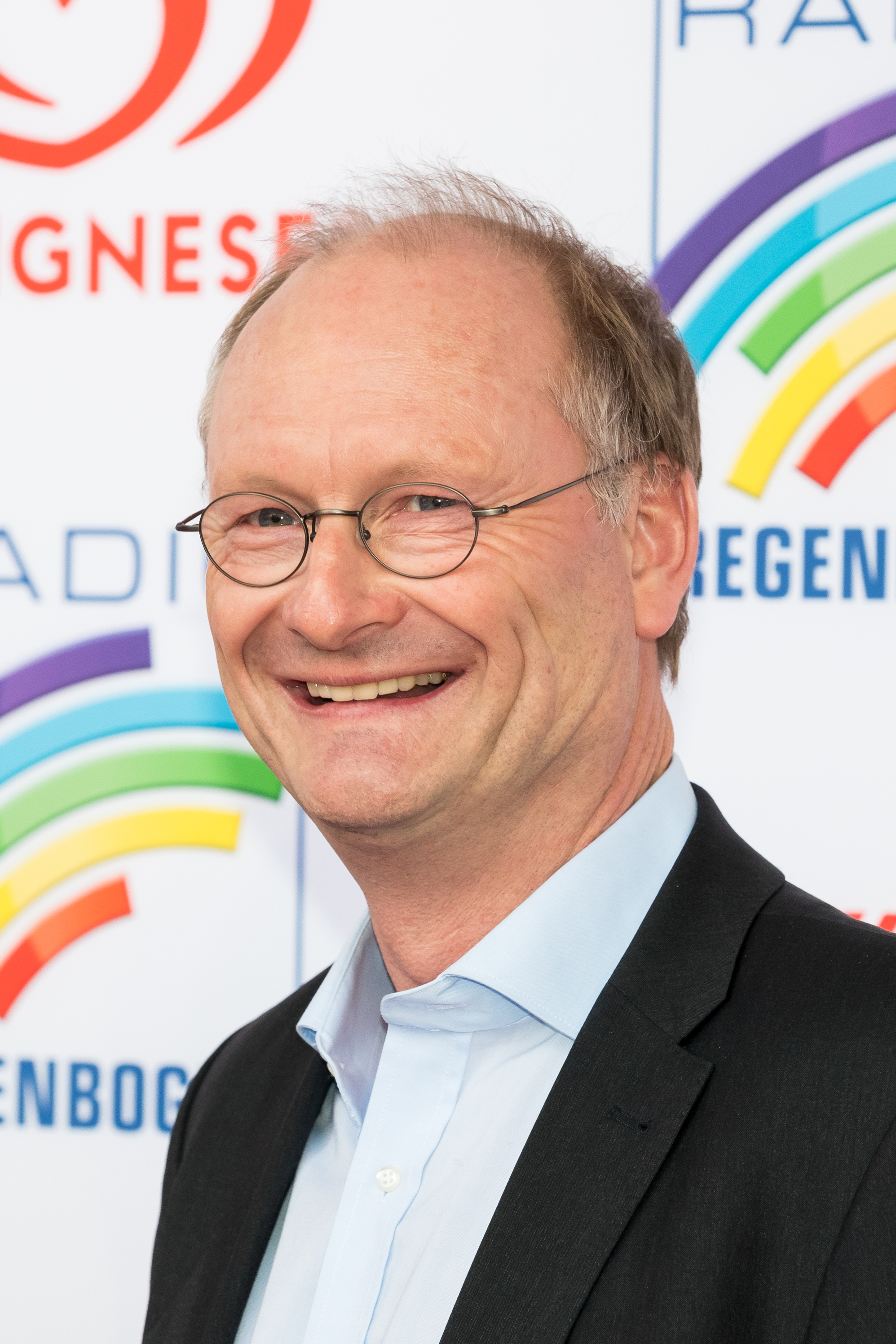
Sven Plöger (* 1967)

- Sven Plöger (* 1967) Sven Plöger (* 1967), Meteorologe und Moderator, in Menden aufgewachsen
- Oliver Masucci (* 1968), Schauspieler, in Mülldorf aufgewachsen[67]
- Silke Karcher (* 1968), Staatssekretärin in Berlin, absolvierte in Sankt Augustin ihr Abitur
- Luciana Diniz (* 1970), brasilianische Springreiterin, lebt in Sankt Augustin.
- Simone Luedtke (* 1971), Politikerin (Die Linke), in Sankt Augustin aufgewachsen
- Brigitte Knopf (* 1973), Physikerin und Klimawissenschaftlerin, machte ihr Abitur in Sankt Augustin
- Kordula Kühlem (* 1975), Autorin und Historikerin, in Sankt Augustin aufgewachsen
- Bettina Schuler (* 1975), Autorin, ist in Sankt Augustin zur Schule gegangen
- Christoph Danne (* 1976), Lyriker, Herausgeber und Verleger, machte sein Abitur am Albert-Einstein-Gymnasium
- Judith Merchant (* 1976), Autorin, in Sankt Augustin aufgewachsen
- Maria W. Peter (* 1976), Autorin, lebt in Sankt Augustin.
- Peter Claver Narh (* 1978), Provinzial der Steyler Missionare, ehemaliger Kaplan in Mülldorf
- Stefanie de Velasco (* 1978), Autorin, in Sankt Augustin aufgewachsen
- Sascha Lienesch (* 1978), Politiker (CDU), Landtagsabgeordneter und Ratsmitglied
- Sameena Jehanzeb (* 1981), Schriftstellerin und Illustratorin, in Sankt Augustin aufgewachsen
- Ali Dogan (* 1982), Politiker (SPD), von 2017 bis Januar 2023 Dezernent der Stadt Sankt Augustin; seit dem 1. Februar 2023 Landrat des Kreises Minden-Lübbecke
- Martin Metz (* 1983), Politiker (Bündnis 90/Die Grünen), Landtagsabgeordneter, Ratsmitglied und Ortsvorsteher von Meindorf
- Benedikt Fernandez (* 1985), ehemaliger Fußballtorwart, spielte beim TuS Buisdorf
- Nathanael Liminski (* 1985), Politiker (CDU) und Chef der Staatskanzlei des Landes Nordrhein-Westfalen, in Hangelar aufgewachsen
- Max Leitterstorf (* 1985), Wirtschaftswissenschaftler und Sankt Augustiner Bürgermeister (CDU)
- Patricia Hanebeck (* 1986), Fußballspielerin, spielte beim ASV Sankt Augustin und ist in Mülldorf aufgewachsen
- Barbara Knauf (* 1987), mehrfache deutsche Meisterin im Brettspiel Go, lebt in Sankt Augustin
- Lukas Kübler (* 1992), Fußballspieler, spielte in der Jugend beim VfR Hangelar
- Rojan Juan Barani (* 1999), Schauspieler, in Sankt Augustin aufgewachsen
- Sören Steinhaus (* 2003), Handballspieler, lebt in Sankt Augustin

## Sportvereine
In Sankt Augustin gibt es 62 Sportvereine und mehrere kommerzielle Sportstudios. 14.100 Sportler sind in den Sportvereinen organisiert. Dachverband ist der seit 2002 bestehende Stadtsportverband Sankt Augustin e. V. Die größten Sportvereine sind der ASV Sankt Augustin mit 1.650 Mitgliedern und der TV Hangelar mit 1.350 Mitgliedern. Die ältesten Sportvereine wurden um die Jahrhundertwende gegründet: TuS Buisdorf 1900, TuS Niederpleis 1901, VfL Sankt Augustin 1902 und TV Menden 1907. Sportangebote in den Vereinen sind Fußball, Handball, Leichtathletik, Turnen, Gymnastik, Schwimmen, Tischtennis, Judo, Tennis, Fechten, Tanzen, Reiten, Golf, Schützen, Luftsport, Schach und Sport für Behinderte.
Sankt Augustin war einmal eine Hochburg des Handballs mit dem TuS Niederpleis in der Regionalliga-West, die Fußball-Frauen des FC Sankt Augustin spielten ehemals in der Regionalliga-West. Seit 2020 spielt die Volleyballmannschaft des TuS Buisdorf als Spielgemeinschaft Rhein-Sieg Volleys in der Dritten Liga. Die Tennisspieler von Rot-Weiß Hangelar sind in der Regionalliga-West vertreten. Der 1. PBC Sankt Augustin spielt in der 1. Poolbillard-Bundesliga und wurde 2019 erstmals Deutscher Meister. Deutsche Meisterschaften im Laufsport gewann die LLG St. Augustin. Alle anderen Wettkampfmannschaften der Stadt spielen nur in den unteren Klassen. Aus Sankt Augustin kommen einige auch international bekannte Sportler:
- Gerold Boch (* 1950), zwölffacher Deutscher Mannschaftsmeister 1973 bis 1985 und 217 Mal im Einsatz für die deutsche Nationalmannschaft als Säbelfechter
- Ute Wessel (* 1953), Olympiasiegerin 1976 in Montreal im Fechten, mehrfache Deutsche Meisterin und eine der weltbesten Fechterinnen der Senioren
- Jürgen Nolte (* 1959), Säbelfechter des VfL Sankt Augustin, achtfacher Deutscher Einzelmeister, dreifacher Olympiateilnehmer, Vizeweltmeister 1989
- Birgit Lennartz-Lohrengel (* 1965), 13-fache Deutsche Meisterin auf langen Strecken (100 km, Marathon, Berglauf), drei Weltrekorde
- Nina Ziegenhals (* 1982), Eishockey-Nationalspielerin, Olympiateilnehmerin 2002
- Patricia Hanebeck (* 1986), U19-Fußballweltmeisterin 2004 und Bundesligaspielerin im Fußball
- Karl-Richard Frey (* 1991), Judoka, Bronzemedaillen-Gewinner bei den Olympischen Spielen 2020 und WM-Zweiter 2015
- Johannes Frey (* 1996), Judoka, Bronzemedaillen-Gewinner bei den Olympischen Spielen 2020
- Joshua Filler (* 1997), Weltmeister im Poolbillard des 1. PBC Sankt Augustin[70]
- Burkhard Lennartz, einmal Deutscher Meister über 100 km
- Die jugendlichen Zehnkämpfer des ASV Sankt Augustin (zweimal Deutscher Mannschaftsmeister)